# Rue de Charenton
La rue de Charenton est une voie du 12e arrondissement de Paris, en France.

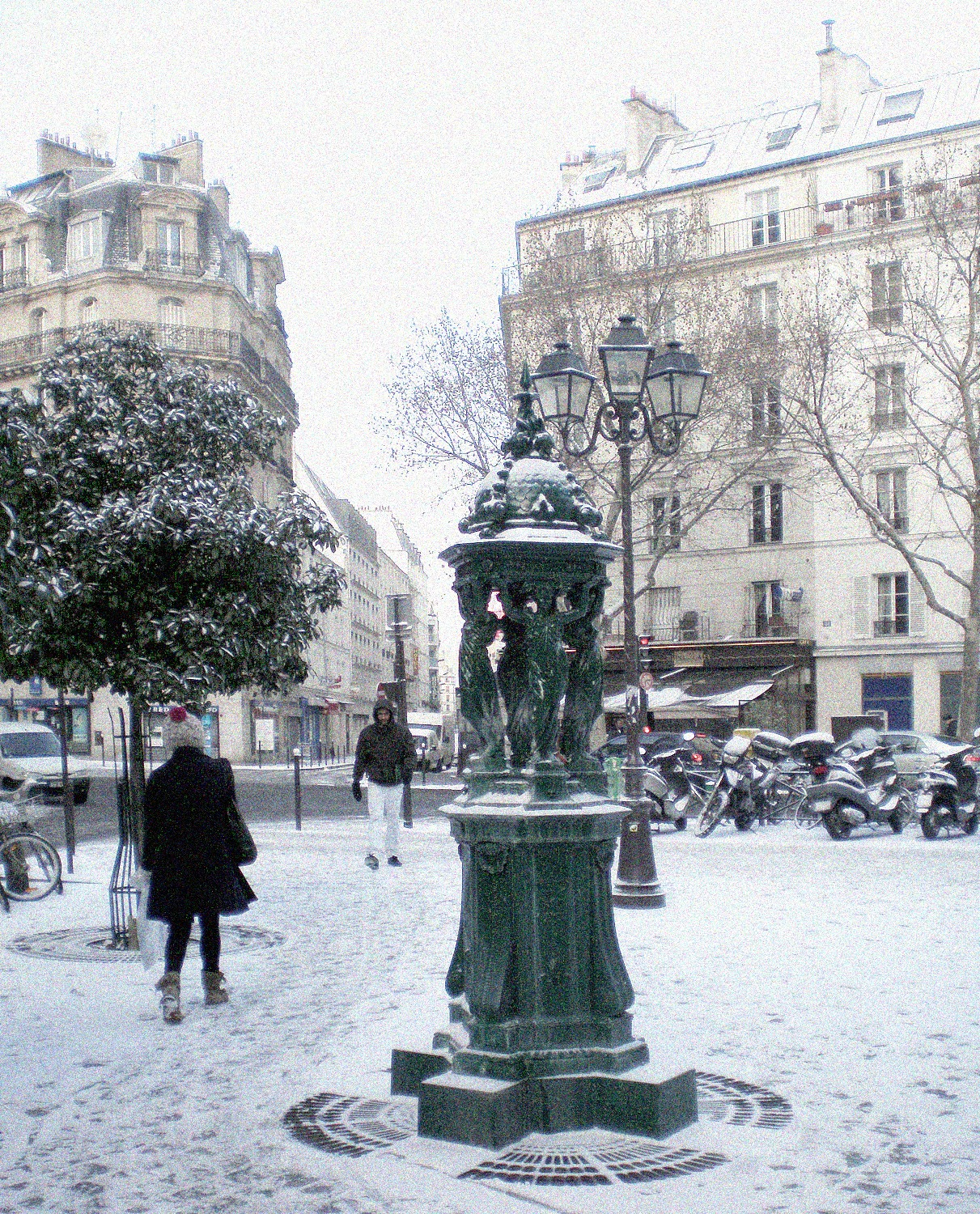
Fontaine Wallace à l'angle de la rue de Charenton et du boulevard Diderot en janvier 2010.

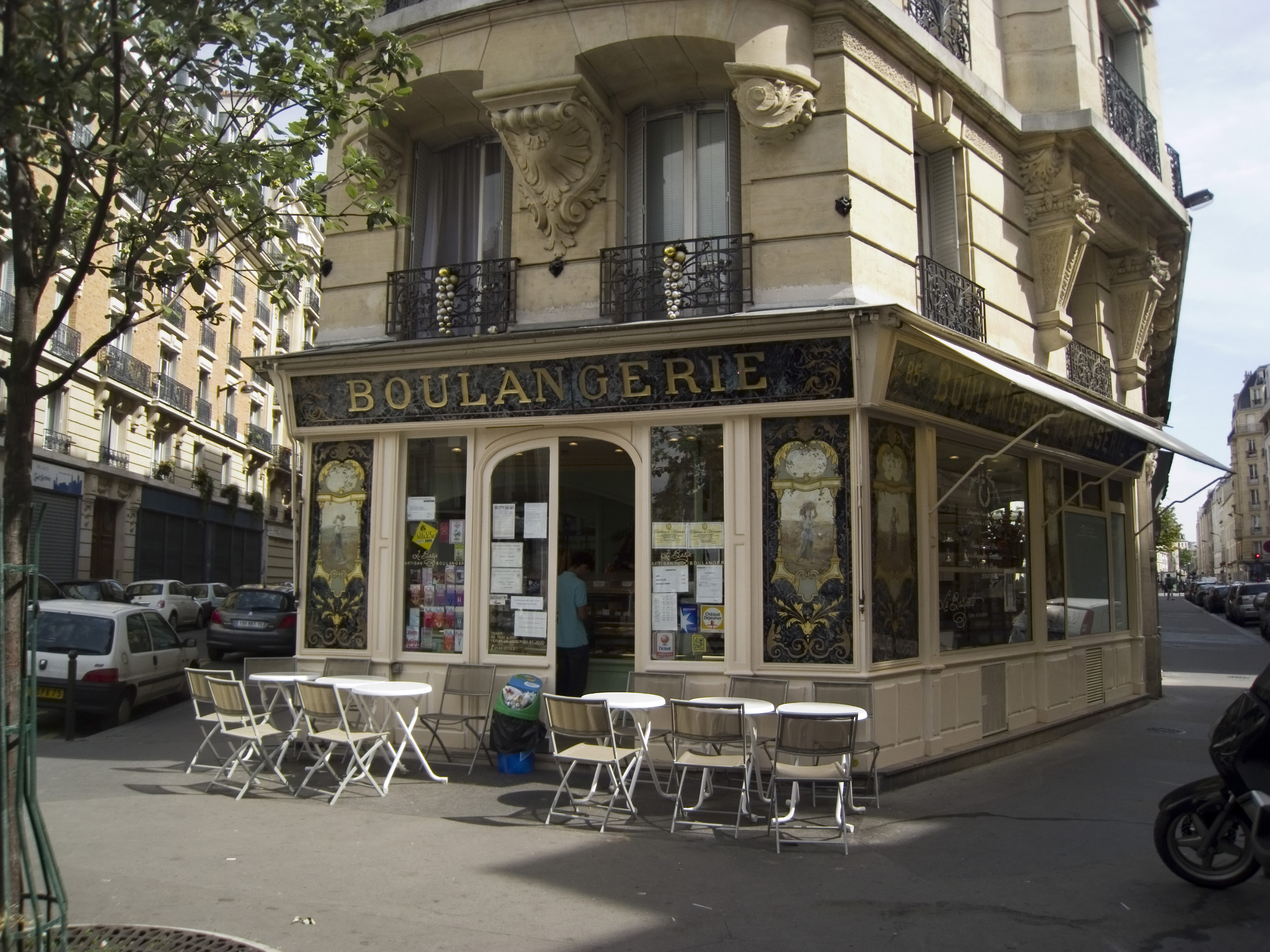
Façade de boulangerie inscrite au titre des monuments historiques, rue de Charenton.

## Situation et accès
Partant de la place de la Bastille, elle est prolongée par l'avenue de la Porte-de-Charenton jusqu'à la porte de Charenton, à la limite de Paris, près de la commune de Charenton-le-Pont.
La rue de Charenton est orientée globalement nord-ouest/sud-est, dans le 12e arrondissement de Paris. Elle débute au nord-ouest au niveau des 2, rue du Faubourg-Saint-Antoine et 6, place de la Bastille, et se termine 3 150 m au sud-est au 15, boulevard Poniatowski. Elle traverse la quasi-totalité du 12e arrondissement suivant une de ses diagonales.
Débutant dans le quartier d'Aligre, le long de l'opéra Bastille, puis de l'hôpital des Quinze-Vingts, elle croise notamment l'avenue Ledru-Rollin. L'une des extrémités de la rue d'Aligre débouche sur la rue de Charenton.
Après son croisement avec le boulevard Diderot, elle comporte de nombreuses boutiques spécialisées en informatique, tout comme la rue Montgallet qui est située à un de ses embranchements. Ces boutiques ont pris à partir des années 1990 la place des nombreuses boutiques d'électronique qui s'y trouvaient dans les années 1980. À partir des années 2010, une partie de ces boutiques a fermé à cause de la baisse de la demande et les magasins se sont davantage diversifiés, tout en conservant une quantité importante de magasins de pièces détachées informatiques.
La rue de Charenton passe ensuite entre le jardin de Reuilly et la place Moussa-et-Odette-Abadi, croise l'avenue Daumesnil, puis à côté de la mairie du 12e arrondissement et passe ensuite entre le boulevard de Reuilly et le boulevard de Bercy, croise le carrefour avec la rue Proudhon, la rue Taine et la rue de Wattignies et enfin en direction du périphérique en longeant les rails de la gare de Lyon, elle s'arrête aux boulevards des Maréchaux au niveau du boulevard Poniatowski.
Après les boulevards des Maréchaux, elle est prolongée vers la commune de Charenton-le-Pont par l'avenue de la Porte-de-Charenton qui passe entre le stade Léo-Lagrange, une extrémité du bois de Vincennes où se déroule tous les ans la foire du Trône et le cimetière Valmy jusqu'au boulevard périphérique.
Avec plus de 3 km, la rue de Charenton est l'une des plus longues de Paris, après l'avenue Daumesnil, la rue de Vaugirard et la rue des Pyrénées.
La rue de Charenton a la particularité de ne pas suivre la convention habituelle de numérotation des rues parisiennes : bien qu'elle soit parfaitement parallèle à la Seine, les numéros croissent en sens inverse du courant. Cette particularité est partagée par d'autres rues du 12e arrondissement, comme la rue de Reuilly et la rue de Picpus.
Voies rencontrées
D'ouest en est, la rue de Charenton est rejointe ou traversée par les voies suivantes :
- nos 1 et 2 : place de la Bastille et rue du Faubourg-Saint-Antoine ;
- nos 45-47 : passage de la Boule-Blanche ;
- no 48 : cour du Chêne-Vert ;
- nos 53-55 : passage du Chantier ;
- nos 38-40 : rue Moreau ;
- nos 48-50 : cour du Chêne-Vert ;
- nos 67-69 : rue Saint-Nicolas ;
- nos 75-81 et 54-64 : avenue Ledru-Rollin ;
- nos 85-85 bis et 70-72 : rue Traversière ;
- no 85 bis : rue Émilio-Castelar ;
- nos 74-76 : passage P/12 ;
- nos 86-88 : cour du Marché-Saint-Antoine ;
- nos 88-90 : rue Abel ;
- nos 89 bis-89 ter : rue de Prague et rue Charles-Baudelaire ;
- nos 91-93 : rue de Cotte ;
- nos 95-97 : rue d'Aligre ;
- nos 106-108 : rue Hector-Malot ;
- nos 113-115 et 120-122 : boulevard Diderot ;
- no 115 : rue Beccaria ;
- nos 125-127 : passage Abel-Leblanc ;
- nos 138-140 : passage Hennel ;
- nos 131-135 : avenue de Corbera ;
- nos 158-160 : ruelle Bidault ;
- nos 153-157 et 164-166 : place du Colonel-Bourgoin ;
- nos 174-176 : Passage Miriam-Makeba (anciennement voie AA/12) ;
- nos 173-175 : rue Charles-Nicolle ;
- nos 179-181 : cité Moynet ;
- nos 187-187 bis : rue Montgallet ;
- nos 187 bis-187 ter et 202-204 : avenue Daumesnil, précédée de la place Moussa-et-Odette-Abadi ;
- no 204 : rue du Congo ;
- nos 187 ter-189 : rue Descos ;
- nos 189-191 : rue Bignon ;
- nos 234-236 : ruelle de la Planchette ;
- nos 238-240 : boulevard de Bercy ;
- nos 211-213 : boulevard de Reuilly ;
- nos 260-266 : rue Proudhon et rue des Fonds-Verts ;
- nos 237-239 : rue Taine ;
- nos 243-245 : rue de Wattignies ;
- nos 255-257 : rue de la Brèche-aux-Loups ;
- nos 269-273 : rue Nicolaï ;
- nos 300-302 : rue Coriolis ;
- nos 313-315 : rue des Jardiniers ;
- Au-delà du no 327 : rue Théodore-Hamont, avenue du Général-Michel-Bizot, puis boulevard Poniatowski.

## Origine du nom

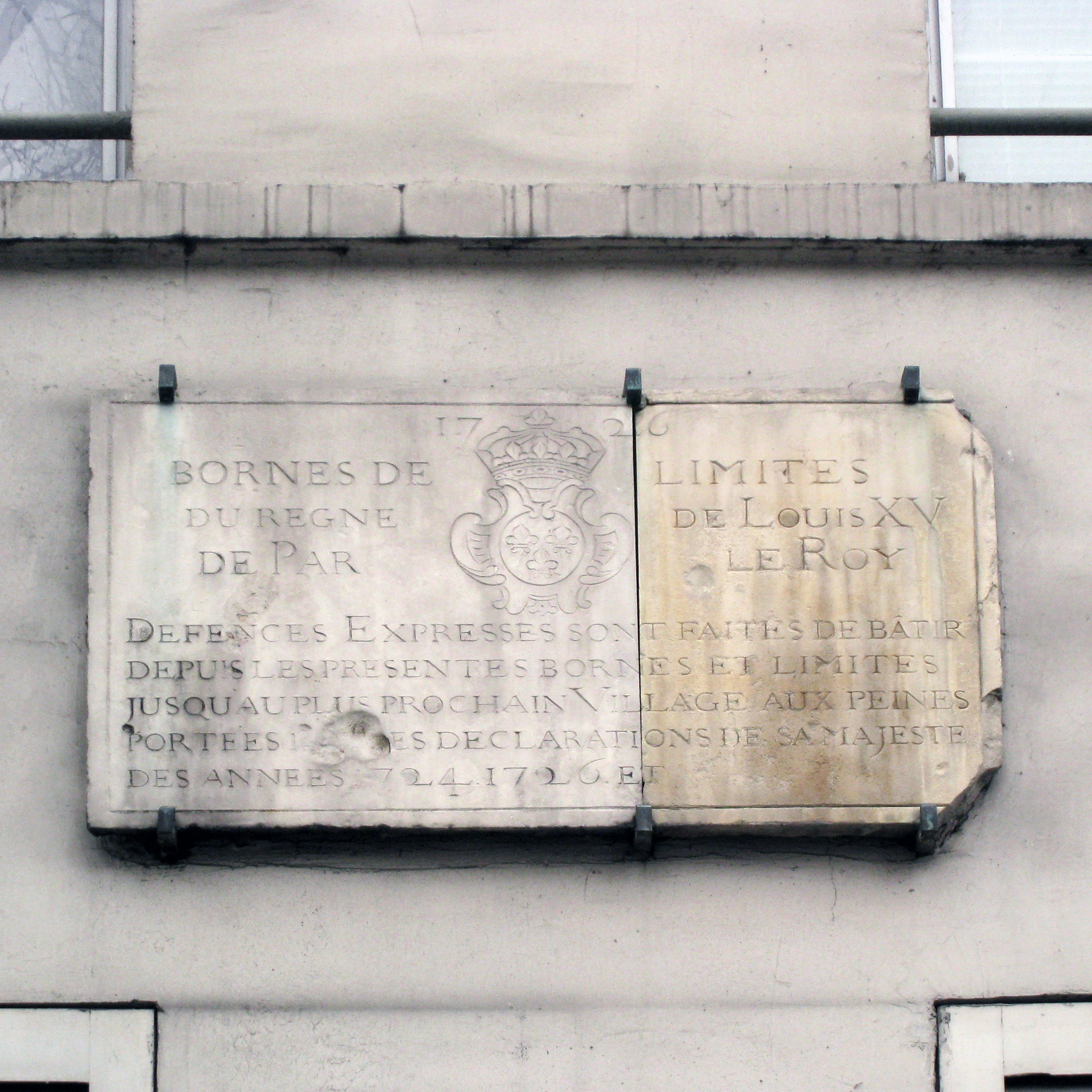
Plaque marquant les anciennes limites de Paris, installée en 1762 et actuellement située au 304, rue de Charenton.

Cette voie se dirigeait originellement vers le village de Charenton dont elle a pris le nom et qui était distant en 1817 de 1 500 toises.

## Historique
La rue de Charenton existe depuis l'époque romaine ; elle est à cette époque en dehors de la cité de Lutèce. Elle est tracée sur la rive du lit supérieur de la Seine, ce qui signifie que toutes les constructions bâties entre la rue de Charenton et la Seine sont en zone inondable (ce qui s'est d'ailleurs produit pendant la crue de 1910).

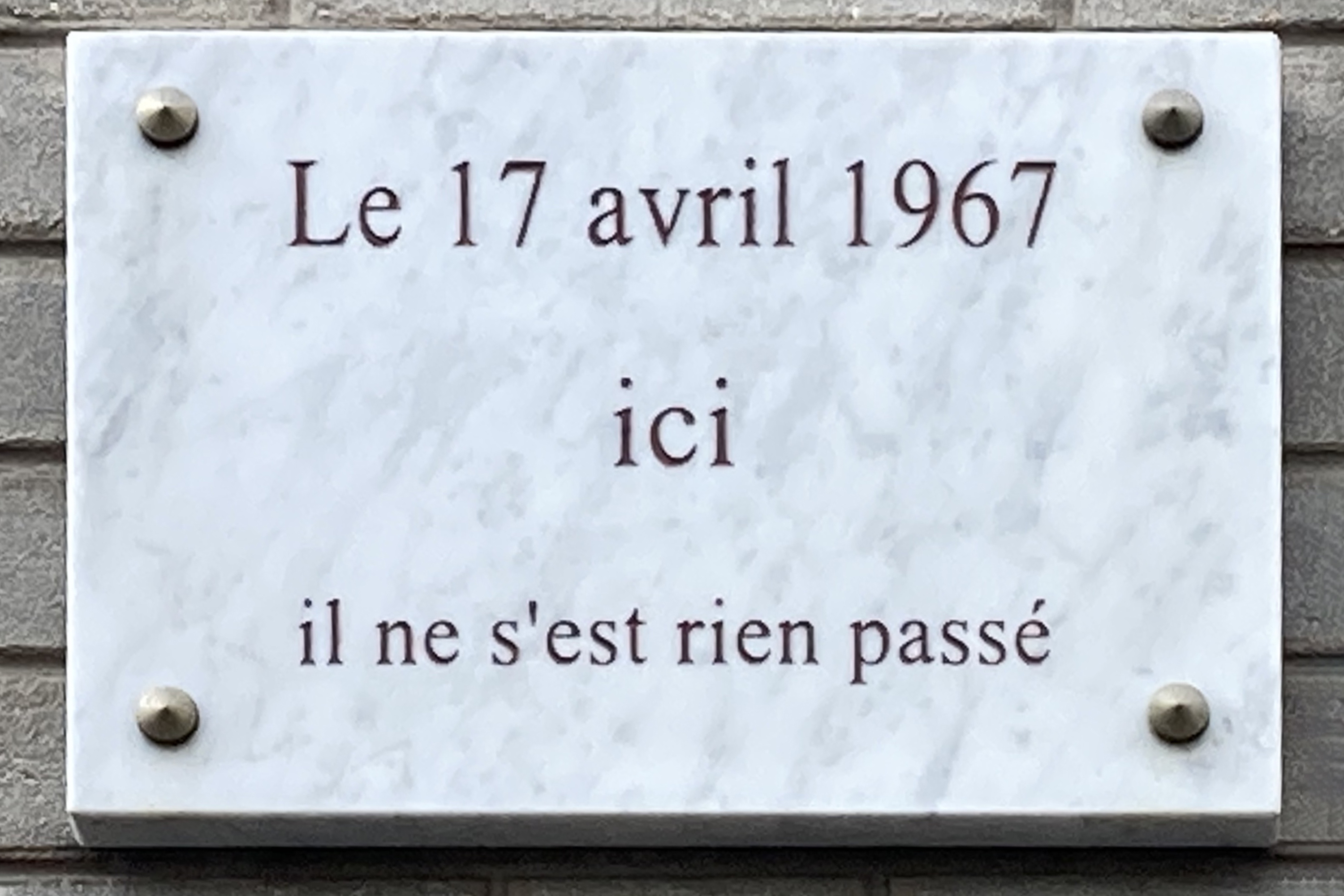
Plaque sardonique au niveau du 52 rue de Charenton.

De la petite rue de Reuilly à celle de Montgallet, on la trouve désignée sous le nom de « rue de la Planchelle », et de la rue Montgallet jusqu'à la barrière de Charenton, elle se nommait « rue de la Vallée-de-Fécamp » car elle avait été bâtie sur un terrain appelé au XVe siècle « le Bas-Fécamp,
En 1720, compromis dans l'assassinat d'un garçon tanneur tué au « cabaret de la Grande Pinte » (qui serait situé de nos jours au 302 rue de Charenton) Cartouche est enfermé à For-l'Évêque,.
De 1800 à 1815, cette rue a été appelée « rue de Marengo » en mémoire de la bataille de Marengo.
Avant son annexion en 1860, la portion de la rue située actuellement après le boulevard de Reuilly fait partie du territoire de l'ancienne commune de Bercy. Elle constitue également alors une partie de la route nationale 5.
En 1972, la partie située entre les rues de Rambouillet et Érard est englobée dans la place du Colonel-Bourgoin.
Aux nos 50-52 se trouve depuis les années 2000 une plaque commémorative fantaisiste : « Le 17 avril 1967, ici, il ne s’est rien passé ».

## Bâtiments remarquables et lieux de mémoire
La rue de Charenton comporte les lieux et édifices remarquables suivants :
- Nos 2-22 : opéra Bastille.
- Nos 23-25 : maisons du XVIIe siècle[7].

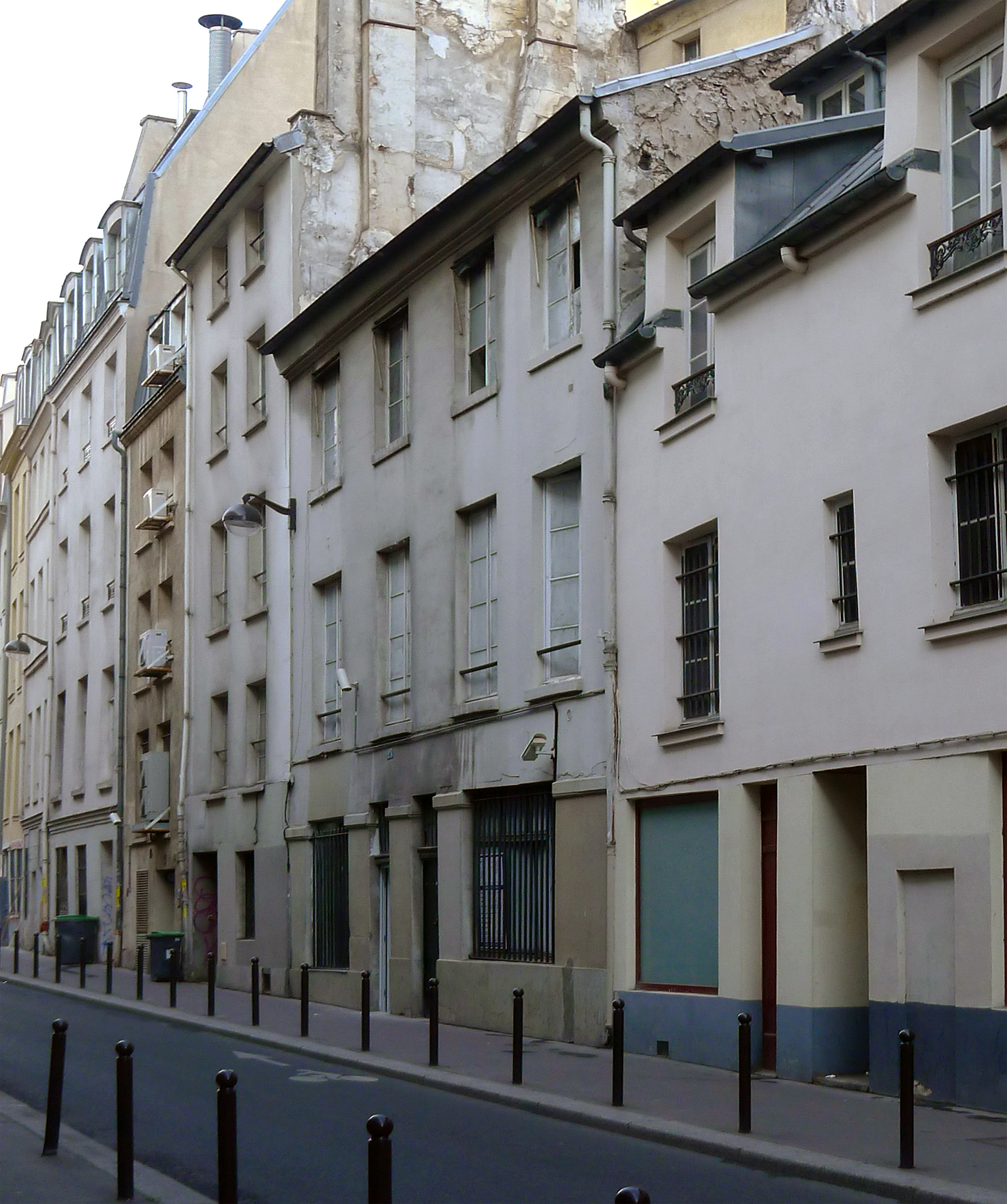

- Nos 24-34 : hôpital des Quinze-Vingts.
- No 26 : ancienne caserne des Mousquetaires-Noirs, dans l'hôpital des Quinze-Vingts[8]. Désaffectée par Louis XVI pour raison économique. Portail conservé.
- No 35 : immeuble du XIXe siècle[9].
- No 43 : immeuble d'habitation surélevé.

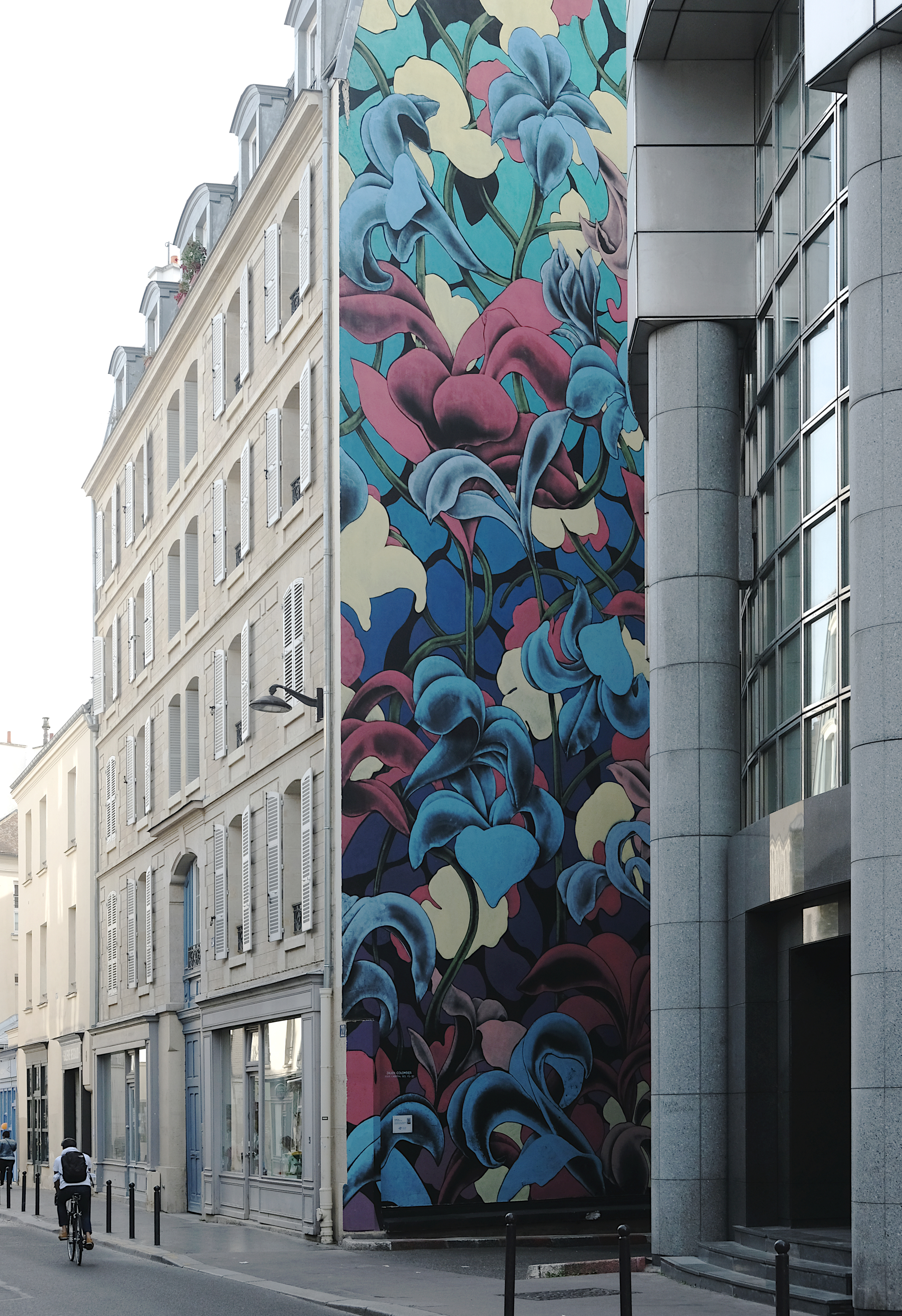
N°24 rue de Charenton, Paris 12e ; le bâtiment à droite fait partie des locaux de l'Opéra Bastille.
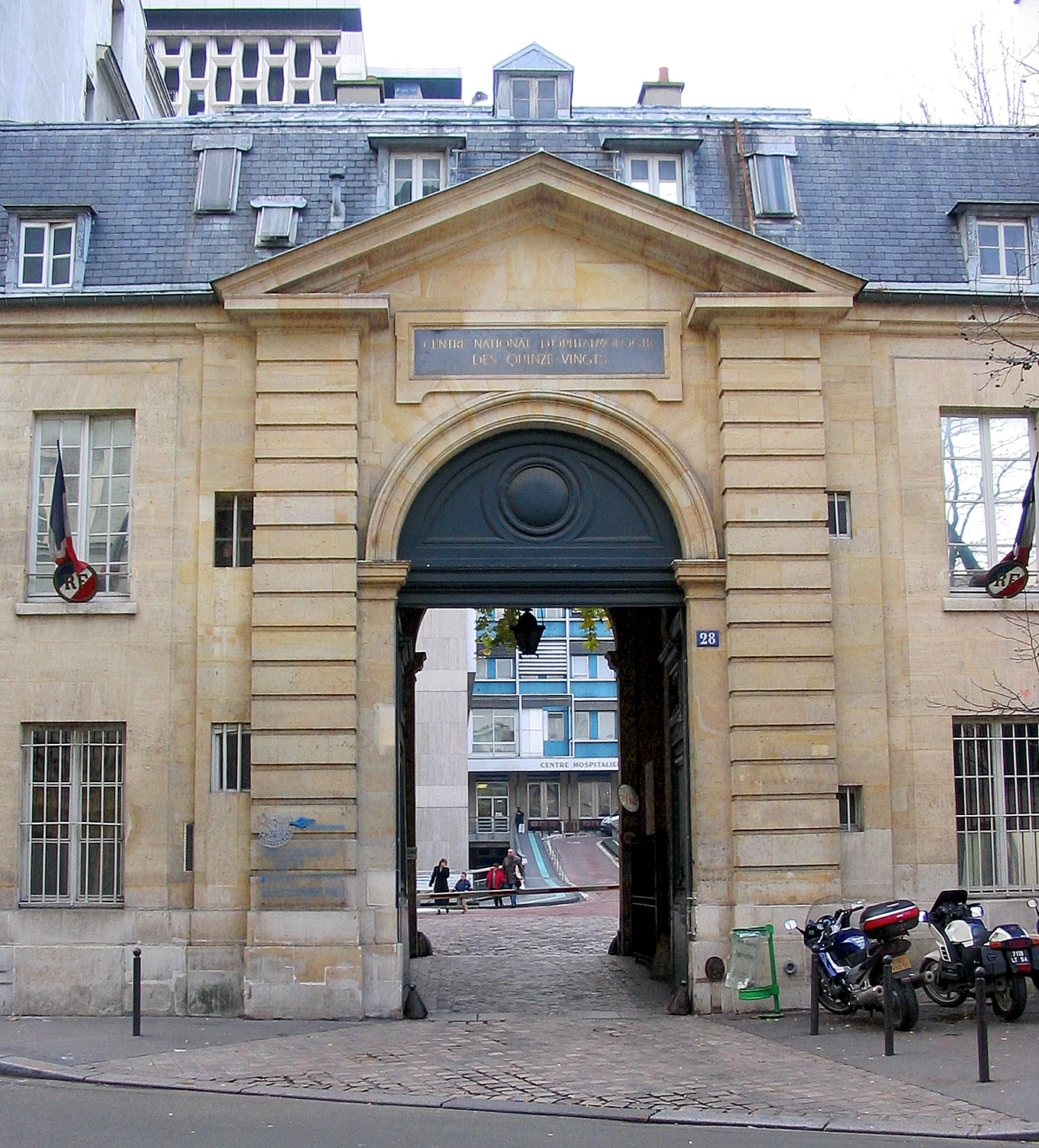
N°28 : entrée de l'hôpital des Quinze-Vingts.
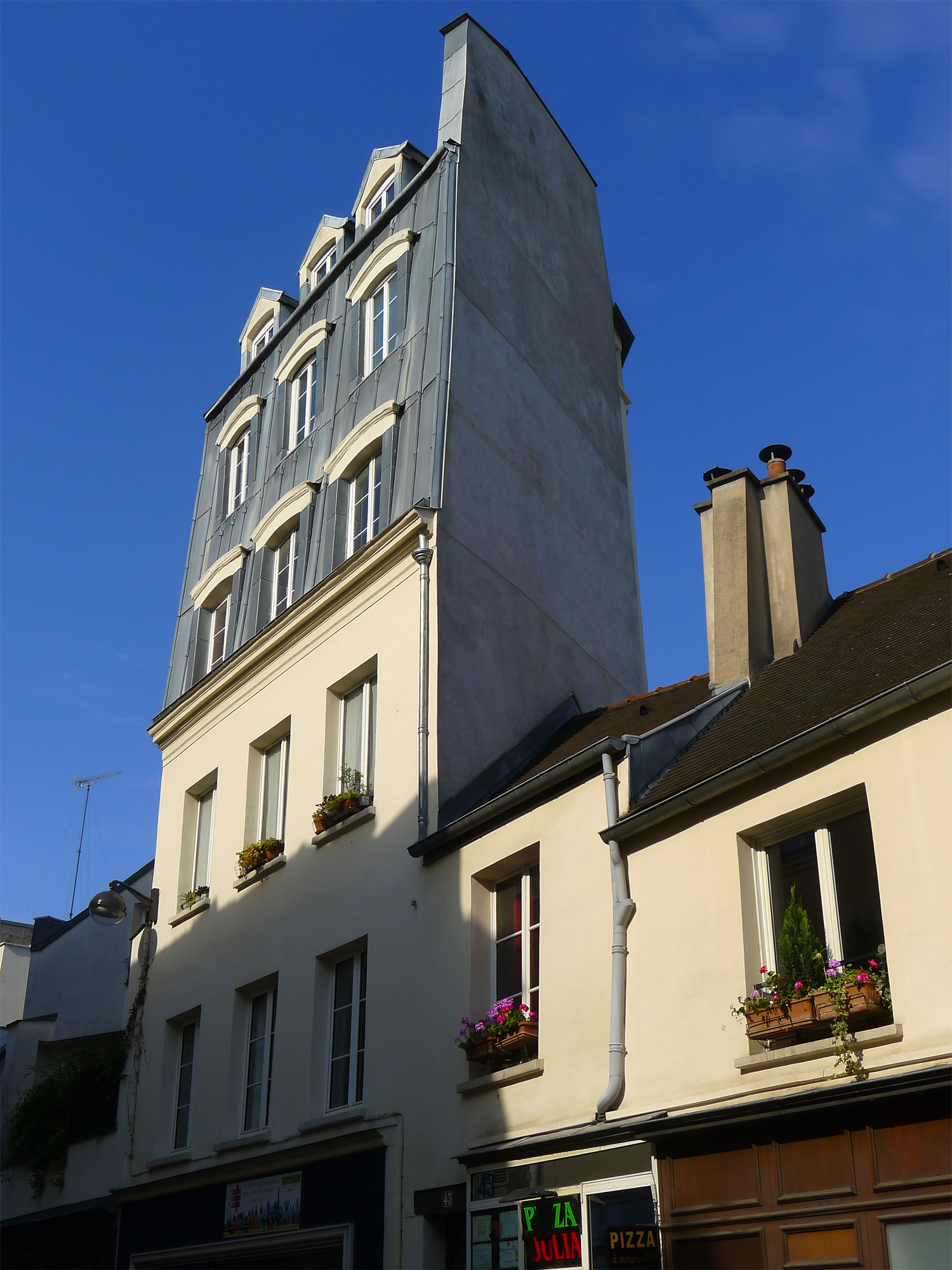
N°43.

- No 48 : cour du Chêne-Vert.

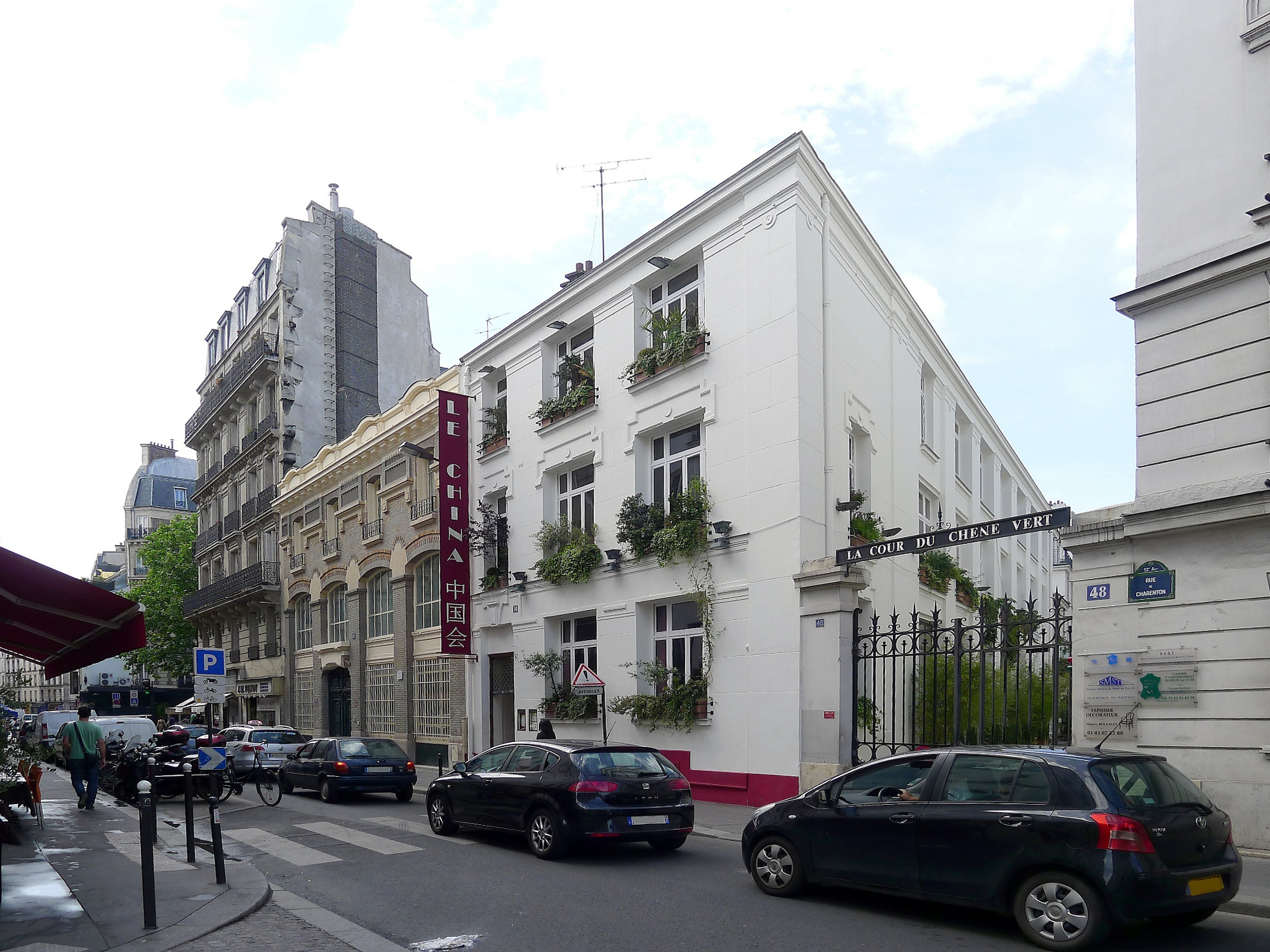
Rue de Charenton au niveau du no 48 (cour du Chêne-Vert).

- No 49 : le lycée Théophile-Gautier.
- Nos 49-51 : immeubles du XVIIe siècle dits cour du Bel-Air[10].
- No 50 : emplacement de l'ancien  couvent des Franciscaines anglaises de Paris ou couvent des filles anglaises, communauté religieuse exilée en 1795.
  - Dans le bar-restaurant-club Le china était enregistrée, de 1993 à 1994, l’émission de Bernard Rapp Jamais sans mon livre[11].
- Nos 59-61 : immeuble du XIXe siècle, ancienne manufacture Krieger[12].

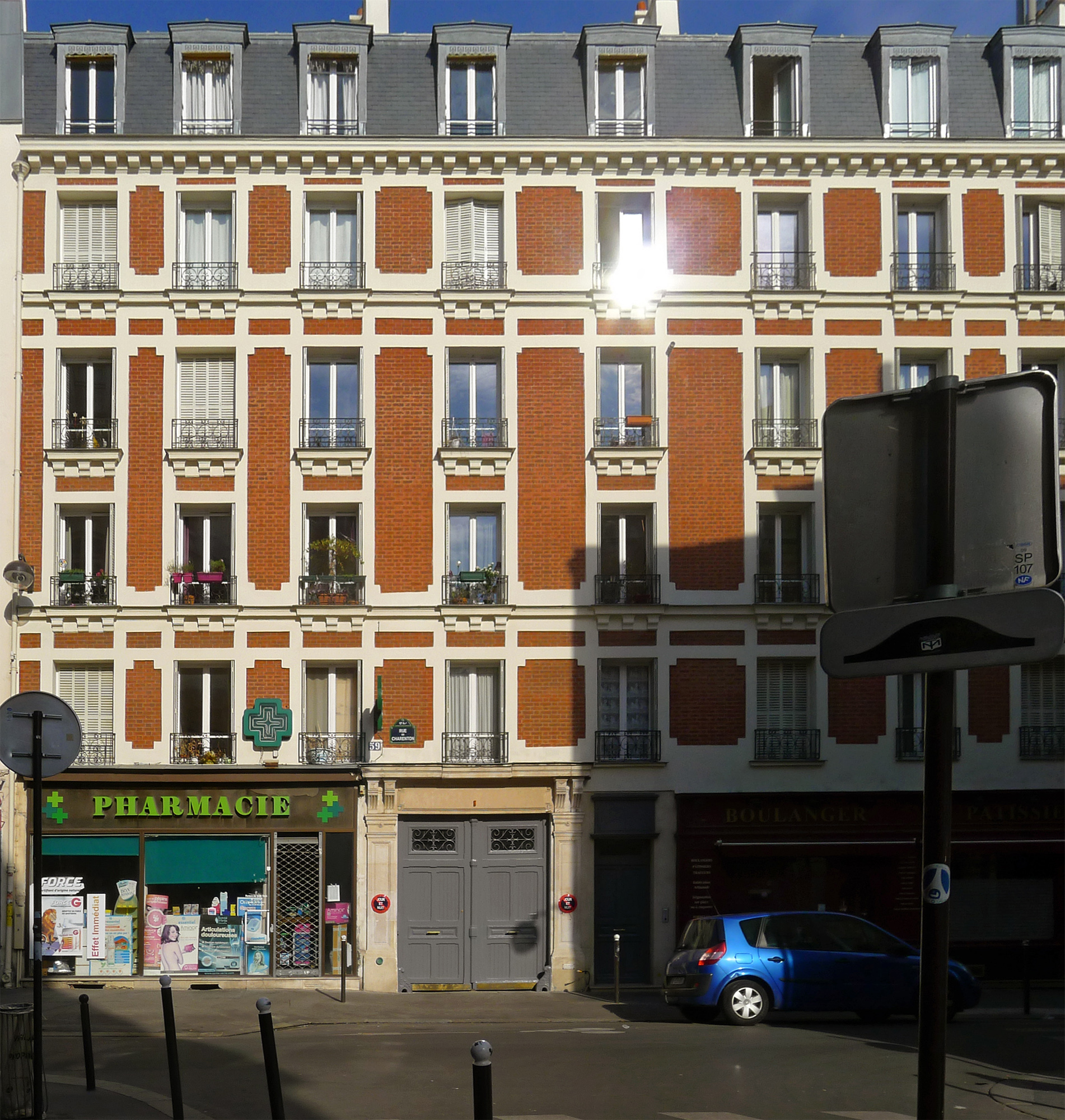

- No 74 bis : passage P/12 avec ses anciens pavés et sa rigole centrale.

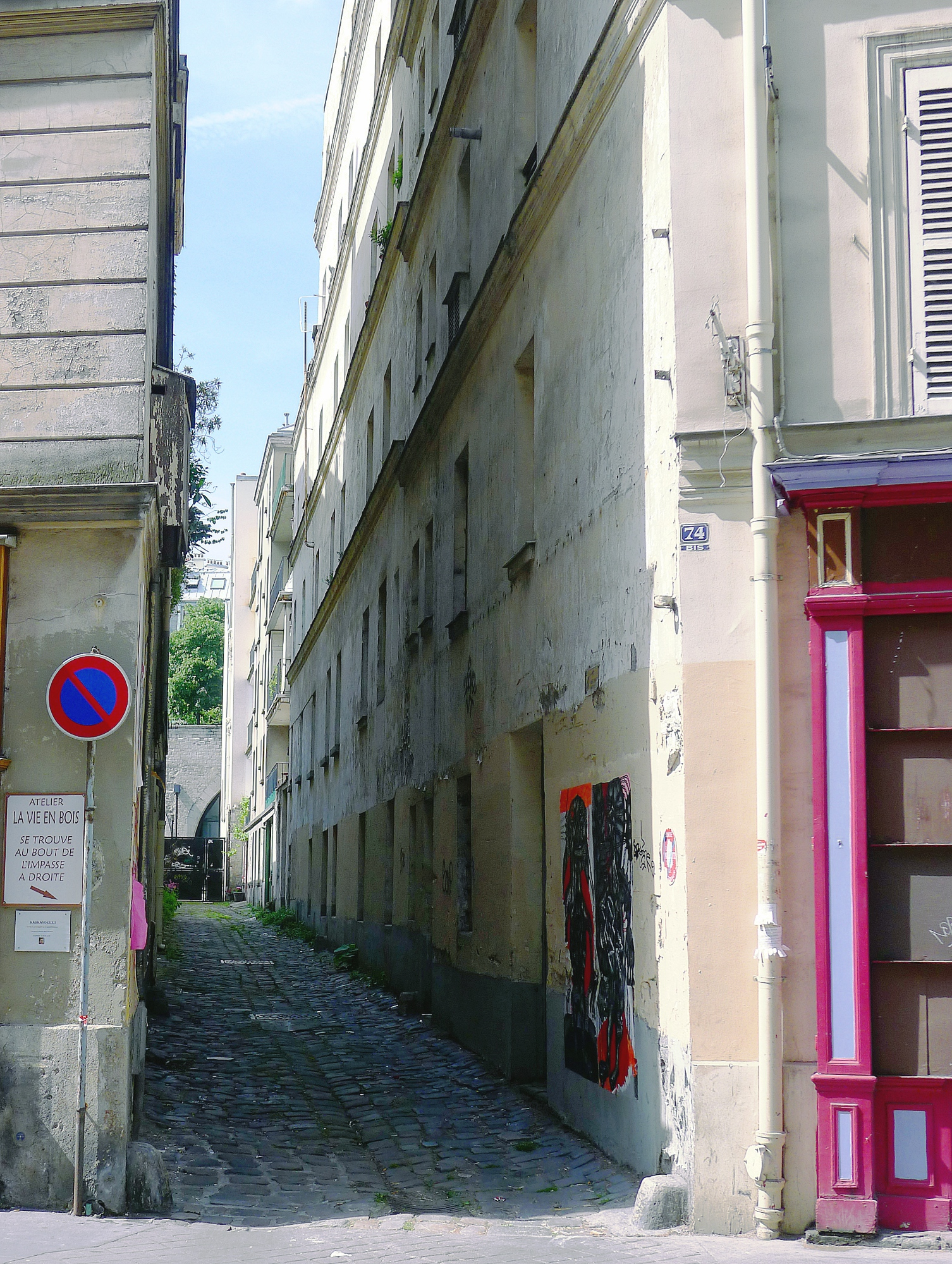
Passage P/12, encore pavé en 2012.
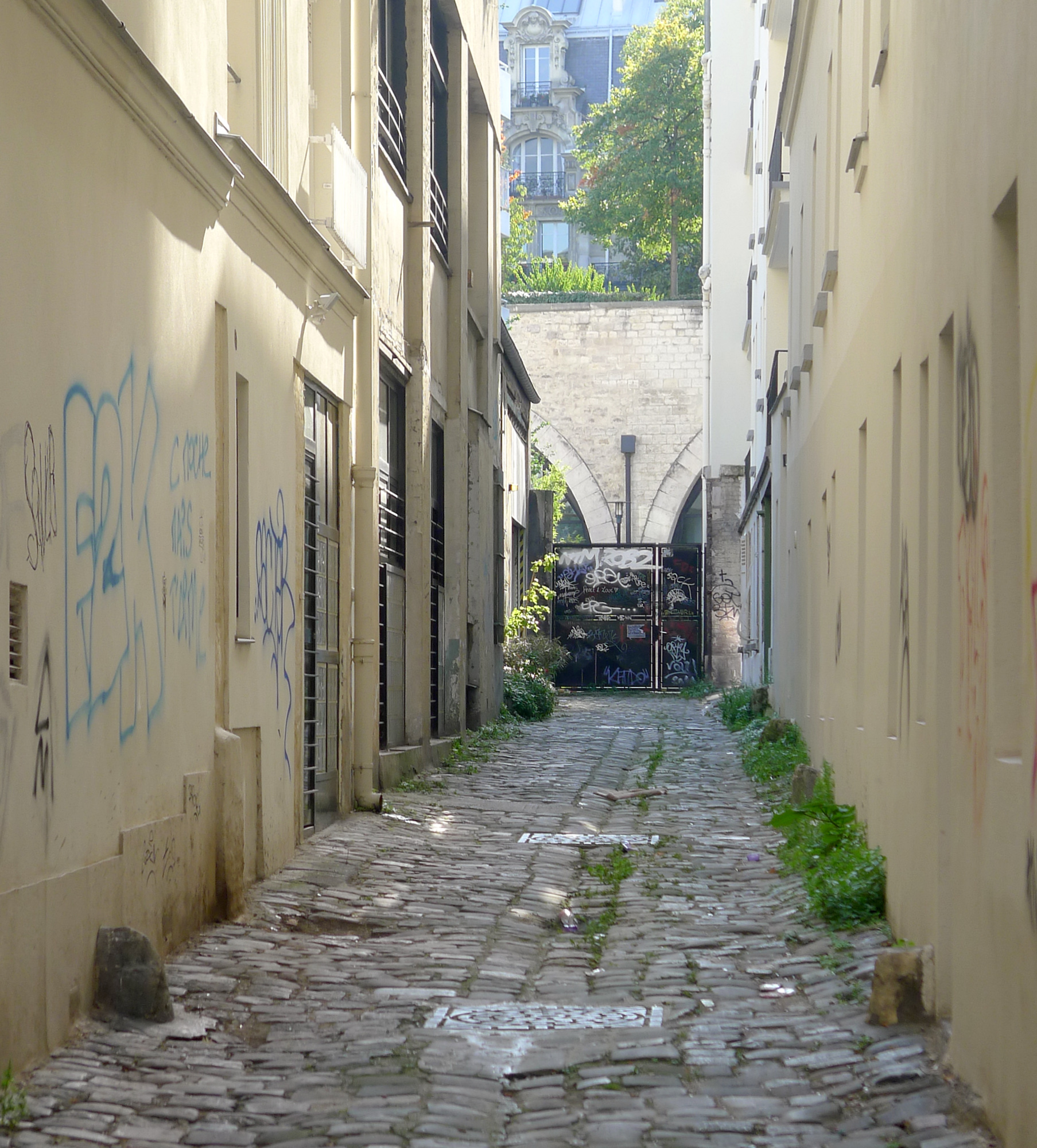

- Nos 85 bis et 2, rue Émilio-Castelar : immeuble d'angle de 1906, dont le rez-de-chaussée comporte la devanture d'une ancienne boulangerie inscrite depuis 1984 aux monuments historiques[13]. La devanture possède des panneaux peints fixés sous verre églomisé de T. Luc, représentant des scènes de moisson et les murs intérieurs sont recouverts de carreaux de céramique ornés d'une frise de fleurs stylisées.

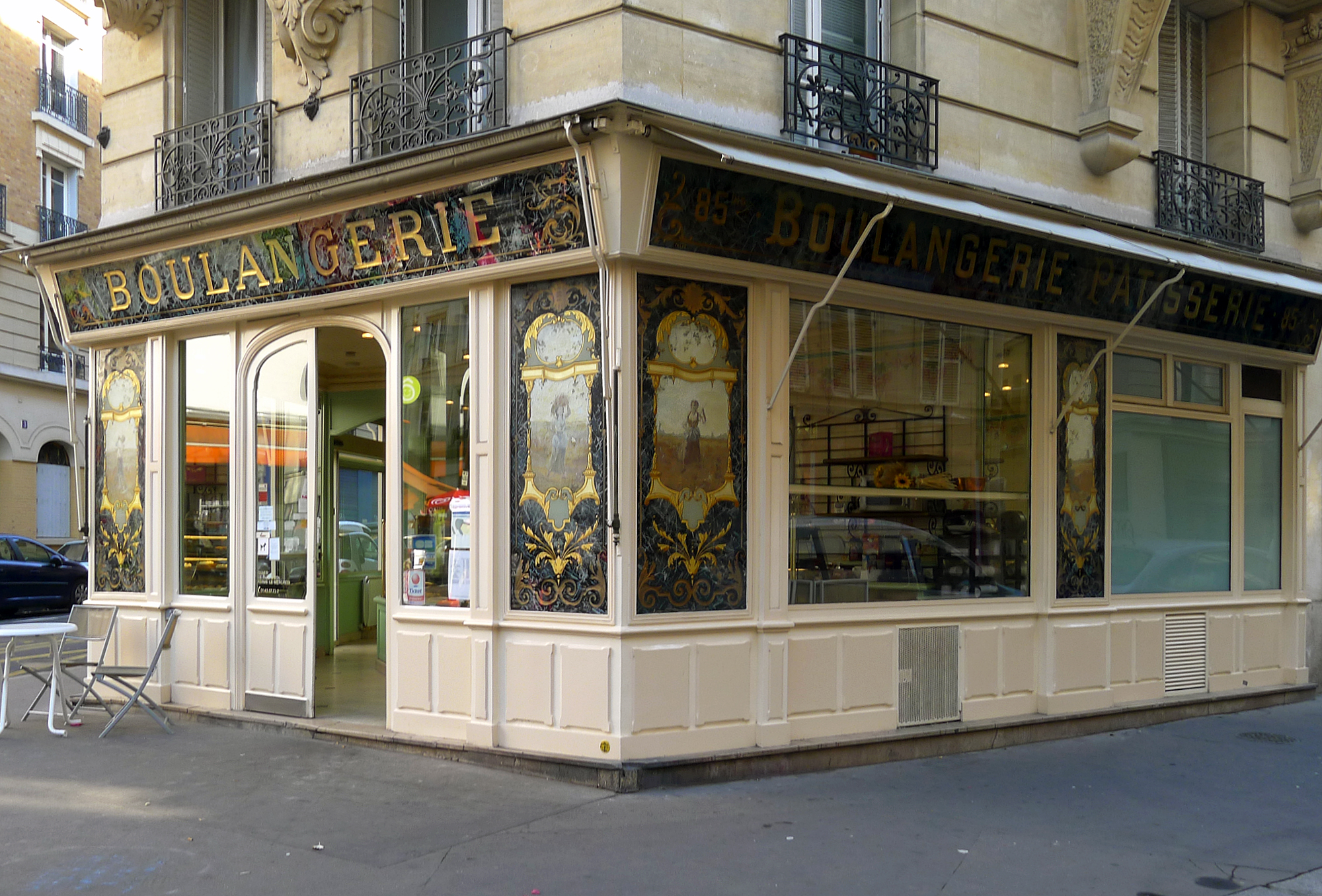
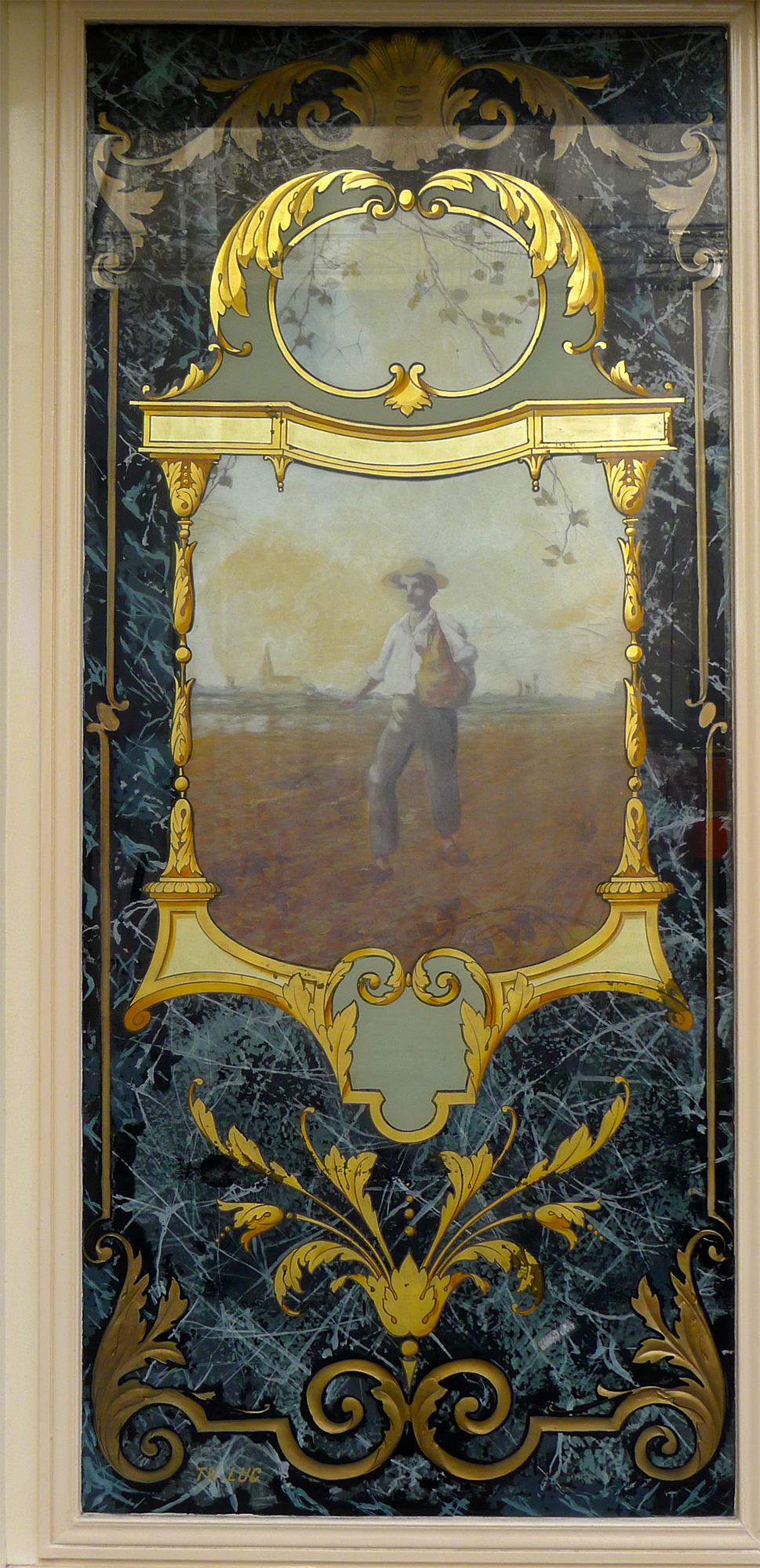
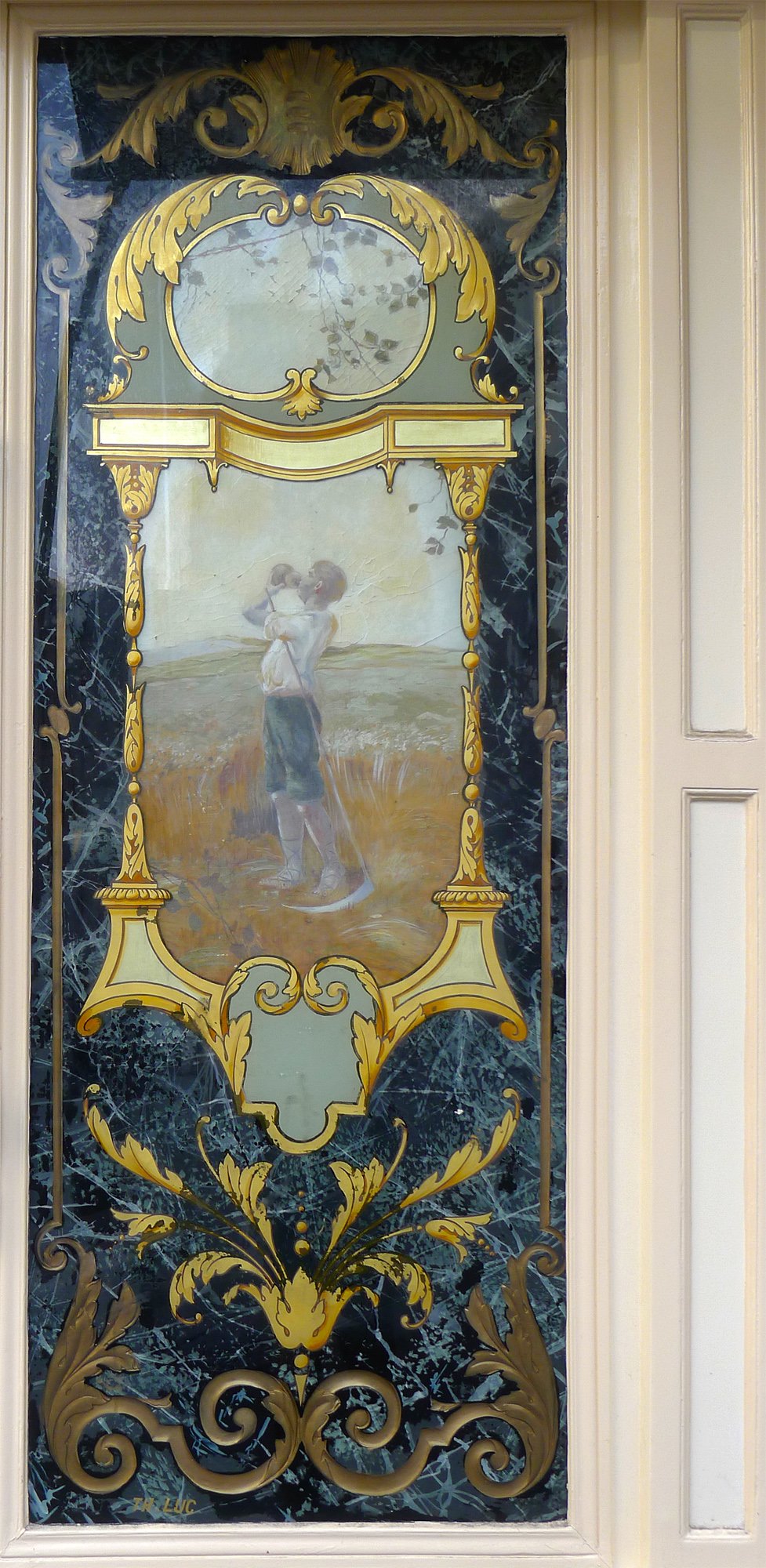
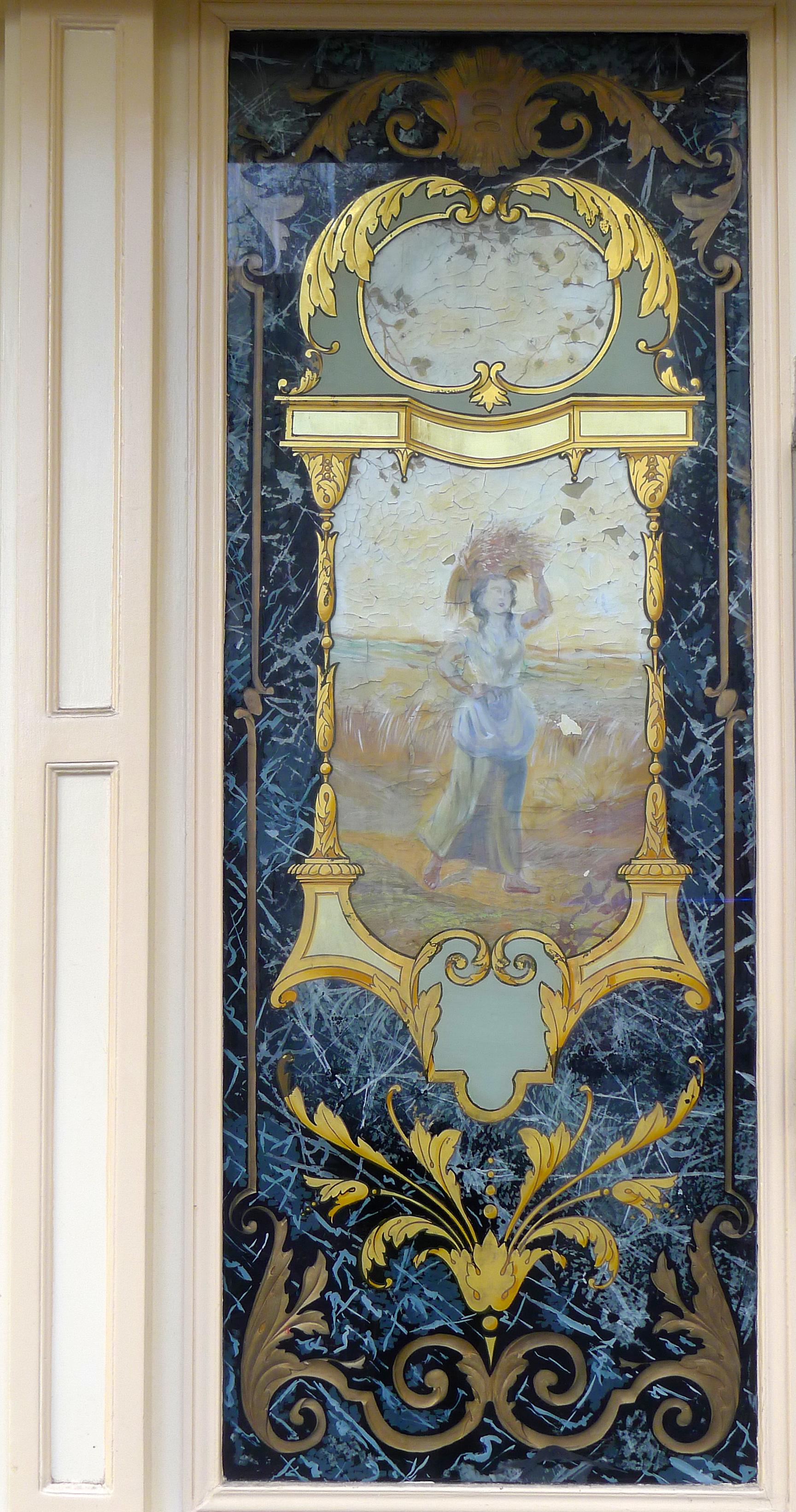

- No 89 : au XIXe siècle, se trouvait l'hôpital pédiatrique Trousseau.
- No 89 ter : immeuble réalisé par les architectes Chaplet-Perrin avec des sculptures de Georges Ardouin[réf. nécessaire].
- No 100 : Le 100, rue de Charenton, en face du bout de la rue d'Aligre, ancien squat d'ateliers d'EDF racheté par la Mairie de Paris et devenu un ensemble d'ateliers partagés aux artistes désireux de pratique de leurs arts.
- Nos 163 : Maison des femmes de Paris. Elle accueille deux bibliothèques et des fonds d'archives liées à l'histoire du féminisme, les Archives Recherches Cultures Lesbiennes[14].
- Nos 175-177 : square Frédéric-Rossif.
- No 187 : au XVIIe siècle, aux environs de ce numéro et de la rue Montgallet, se tenait une cour des Miracles. L’historien Henri Sauval, dans Histoires et recherche des antiquités de la ville de Paris, décrit la cour : « une maison de boue, à demi-enterrée, toute chancelante de vieillesse et de pourriture, qui n’a pas quatre toises en carré, et où logent néanmoins plus de cinquante ménages chargés d’une infinité de petits enfants légitimes, naturels ou dérobés »[15].
- No 187 bis : jardin de Reuilly.
- No 187 ter : square Eugène-Thomas.
- No 189 : mairie du 12e arrondissement.

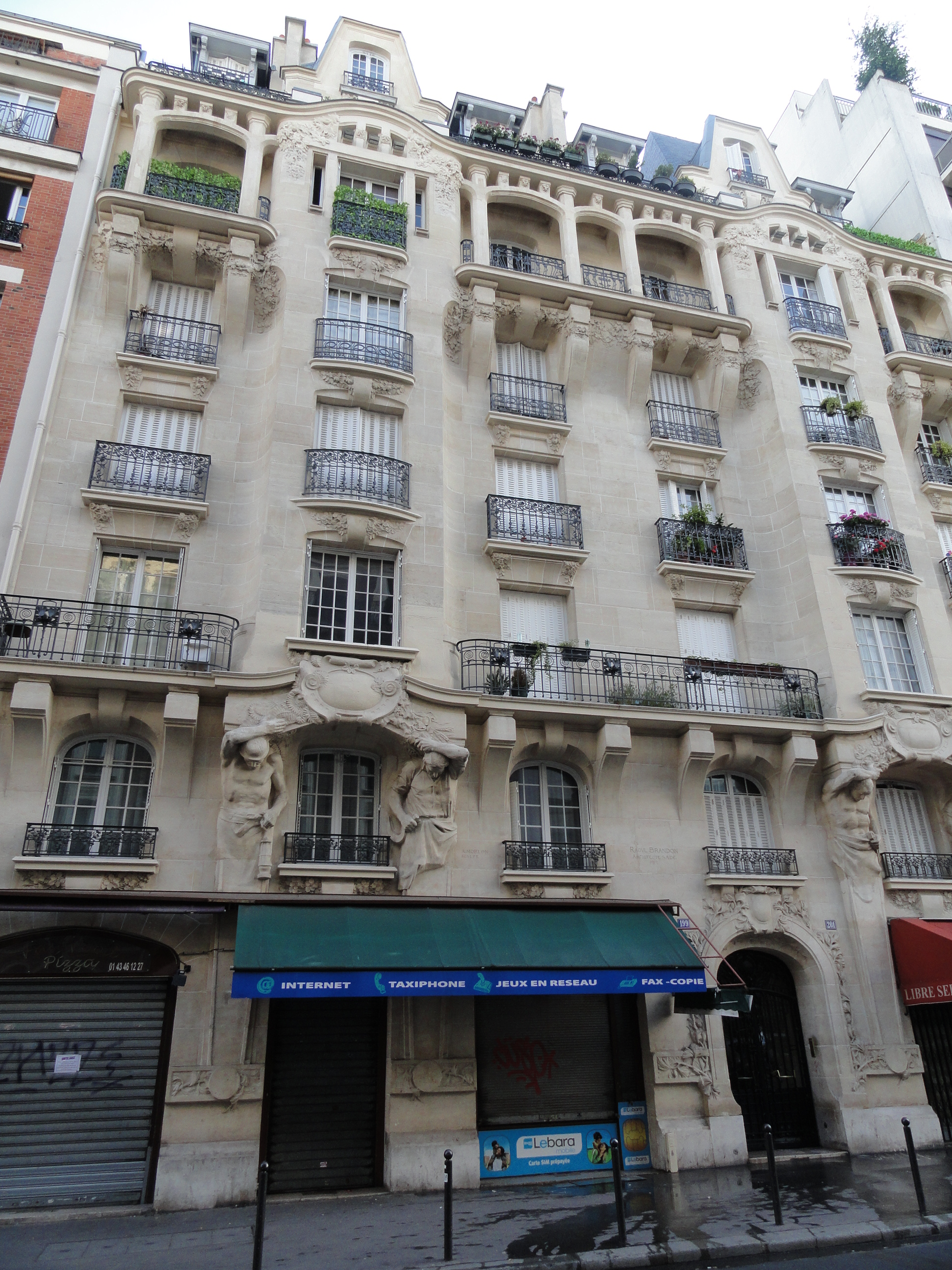
Immeuble du no 199-201, rue de Charenton.

- Nos 199-201 : immeuble de six étages construit en 1911 selon les plans de l'architecte Raoul Brandon (1878-1941), avec des sculptures de Pierre-Alexandre Morlon. La façade remporte le concours de façades de la ville de Paris, le jury estimant que celle-ci « attirait les regards par le recherche des motifs variés et aussi par la finesse et la belle venue de sa décoration sculpturale ». La façade est surtout remarquable  par deux de ses fenêtres du premier étage entourées chacune de deux atlantes représentant le monde du travail : un mineur, reconnaissable avec son casque et sa lampe, un paysan avec sa serpette, un ouvrier avec sa clef et un marin avec son chapeau et des cordages. Le cinquième étage, l'étage « noble », est agrémenté d'une loggia soutenue par quatre fortes consoles encadrées par des guirlandes de feuilles et de fleurs. Les ferronneries ont été réalisées par le ferronnier d'art Edgar Brandt (immeuble inscrit sur la liste des protections patrimoniales du 12e arrondissement[16]).

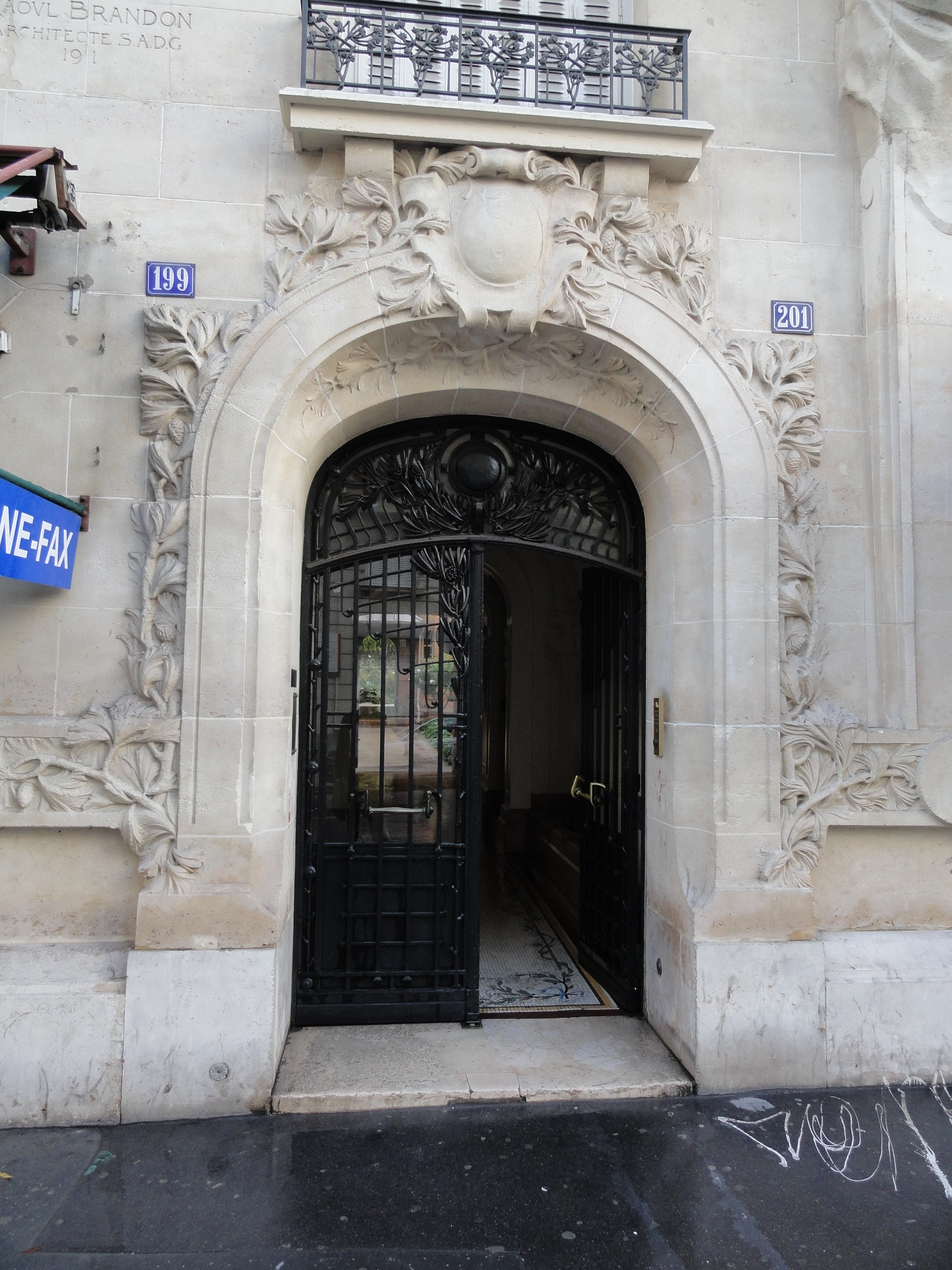
Porte d'entrée de l'immeuble.
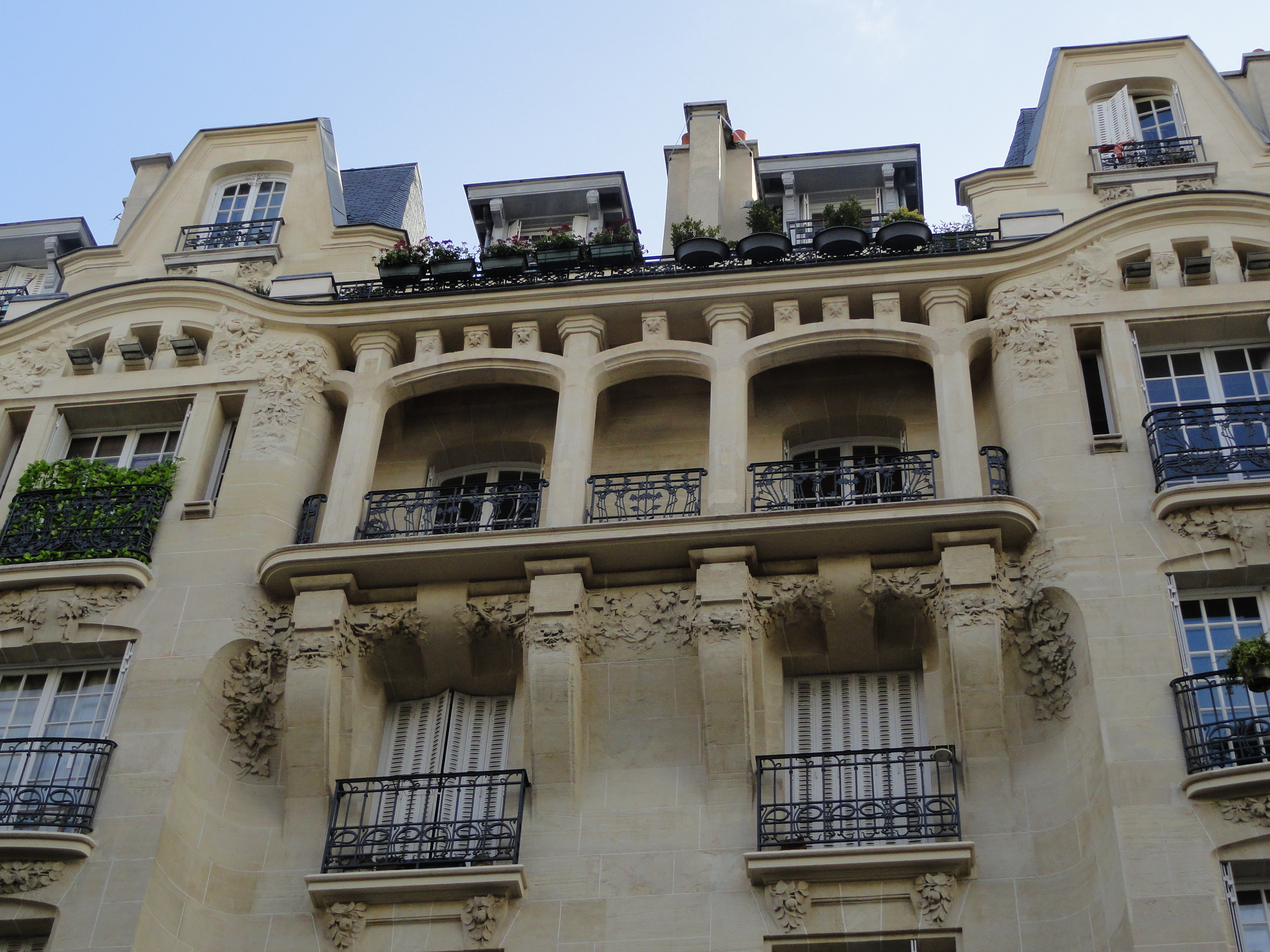
Loggia au cinquième étage.
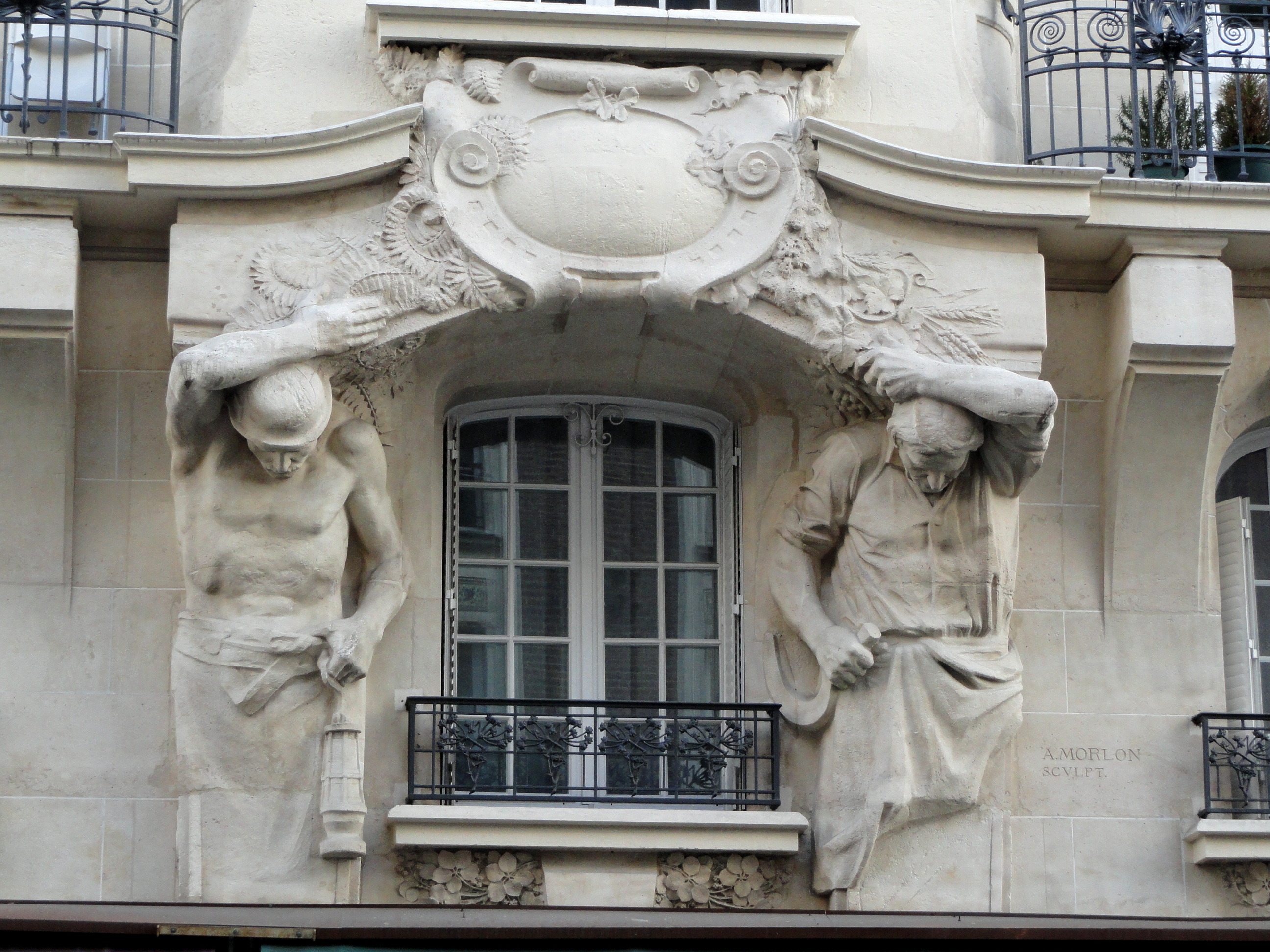
Atlantes : mineur et paysan.
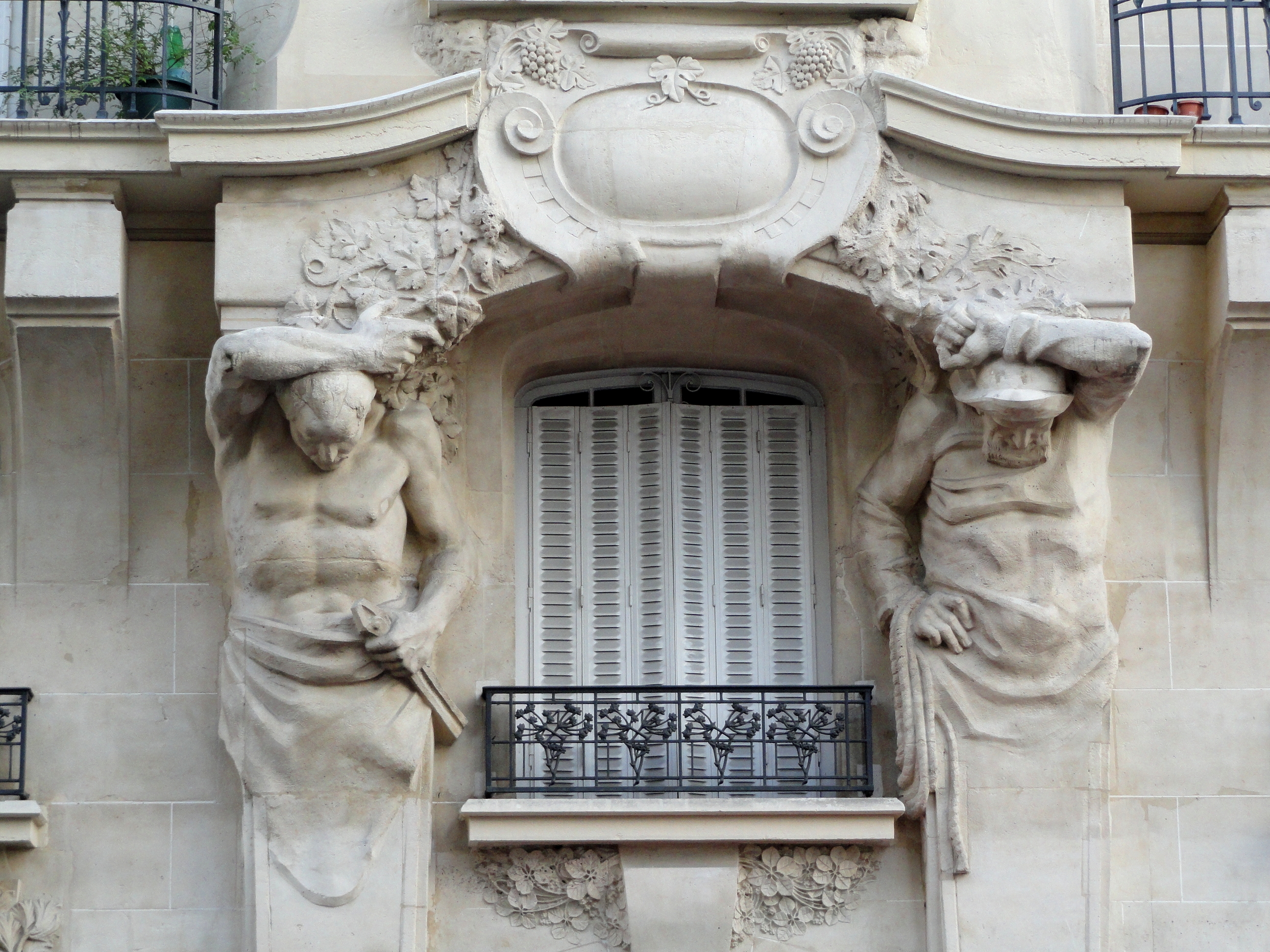
Atlantes : ouvrier et marin.

- No 205 : vieux immeuble avec cour intérieure.
- No 227 : niche avec une statue de la Vierge.
- No 228 : entrée d'une ancienne laiterie, la « Laiterie de la Brie ».

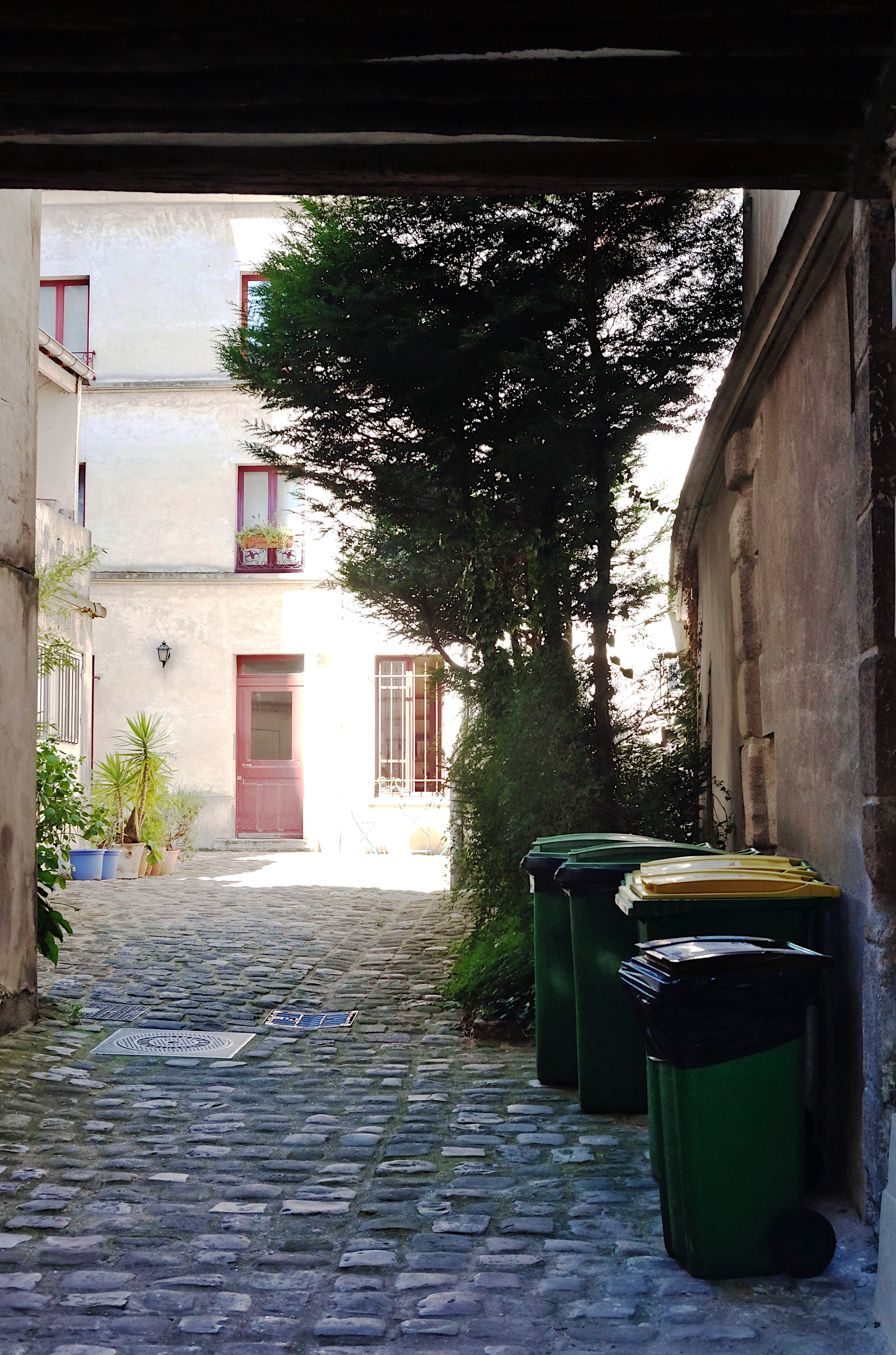
Cour intérieure du n°205.
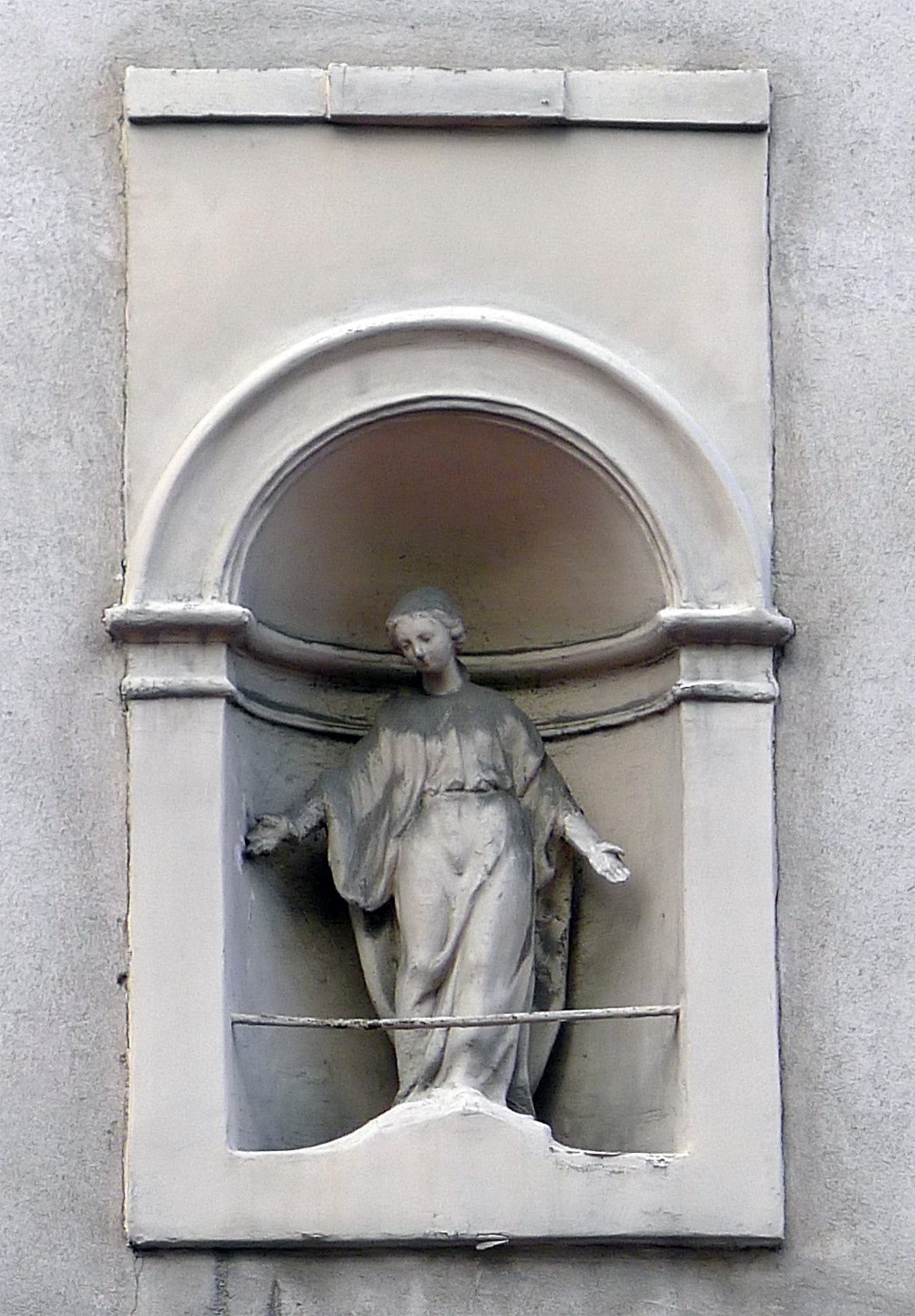
Statue de la Vierge au n°227.
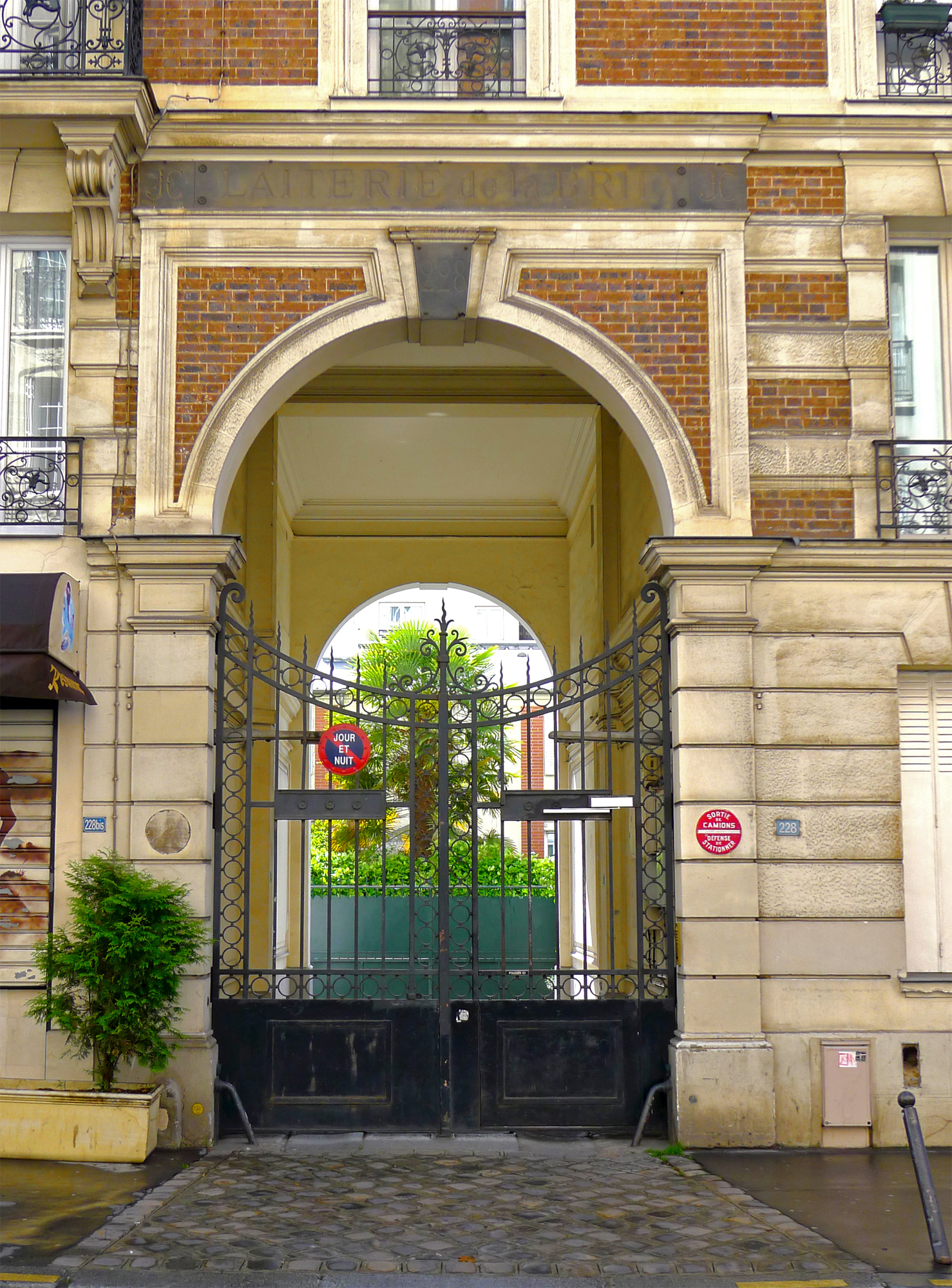
Entrée du n°228.

- No 238 bis : square Jean-Morin.
- No 302 : emplacement du « cabaret de la Grande-Pinte » ou Cartouche est compromis dans l'assassinat d'un garçon tanneur[4]
- No 304 : borne murale datant de 1726, sous le règne de Louis XV, interdisant de construire au-delà de cette limite jusqu'au village suivant. Son emplacement originel était situé à l’angle de la rue de Picpus et de la rue Lamblardie[17].
- Après le no 304, sur le côté sud de la rue : mur aveugle séparant la rue des voies provenant de la gare de Lyon, en contrebas.
- Entre le no 327 et la fin de la rue :
  - cimetière de Bercy ;
  - voies de la ligne de Petite Ceinture ;
  - porte de Charenton.

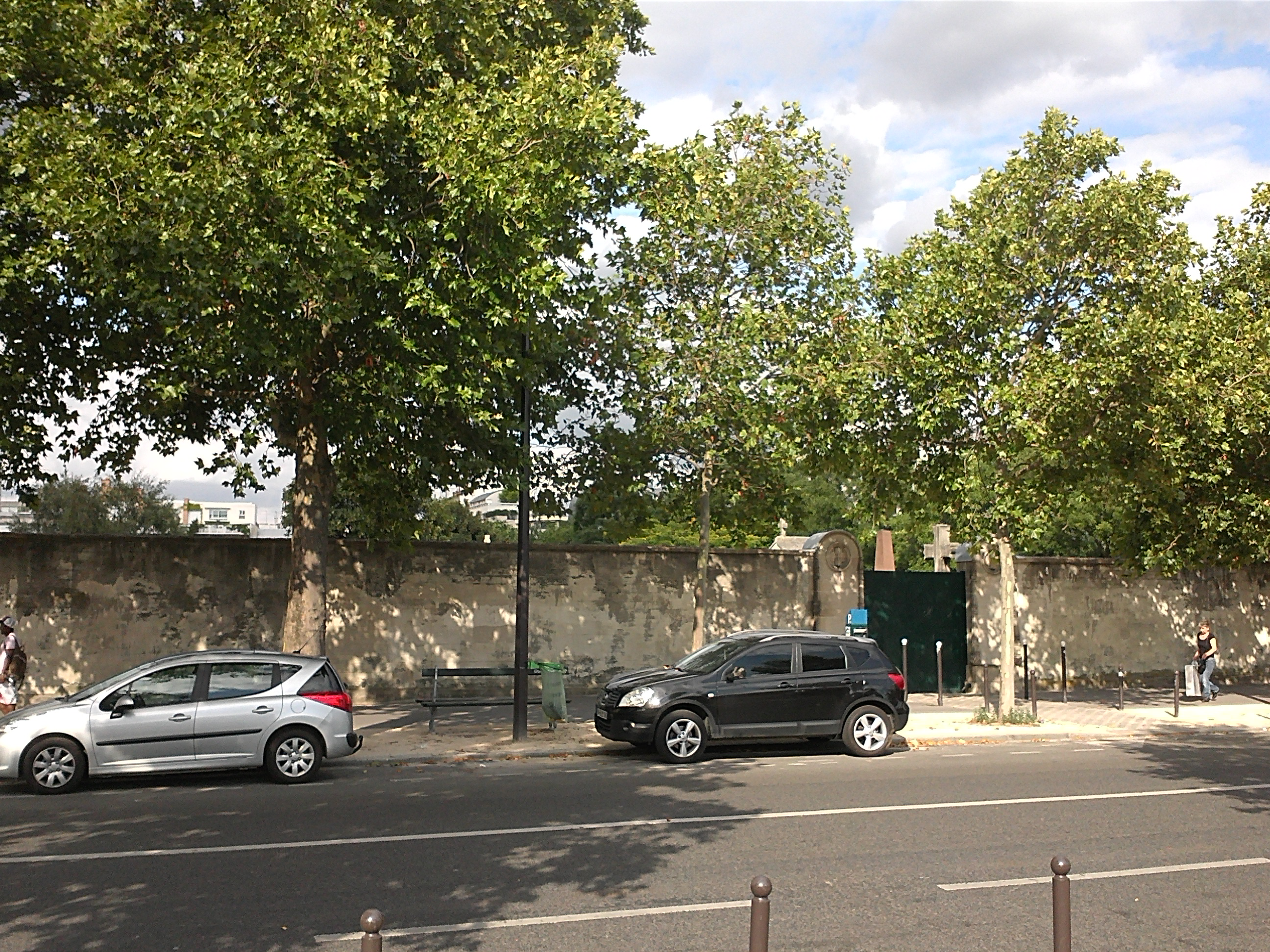
Entrée du cimetière de Bercy.
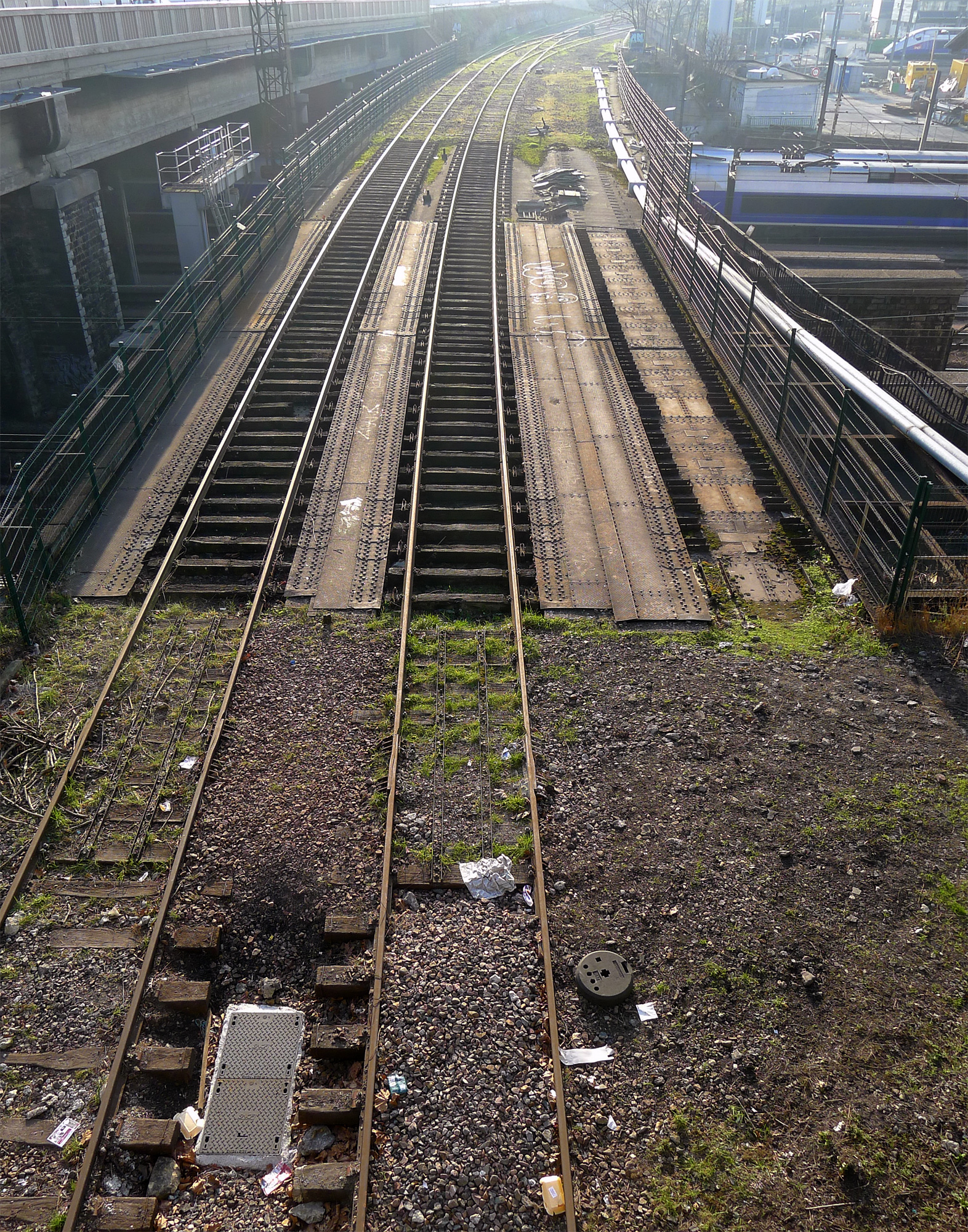
Les voies de la ligne de Petite Ceinture, en contrebas de la rue de Charenton.
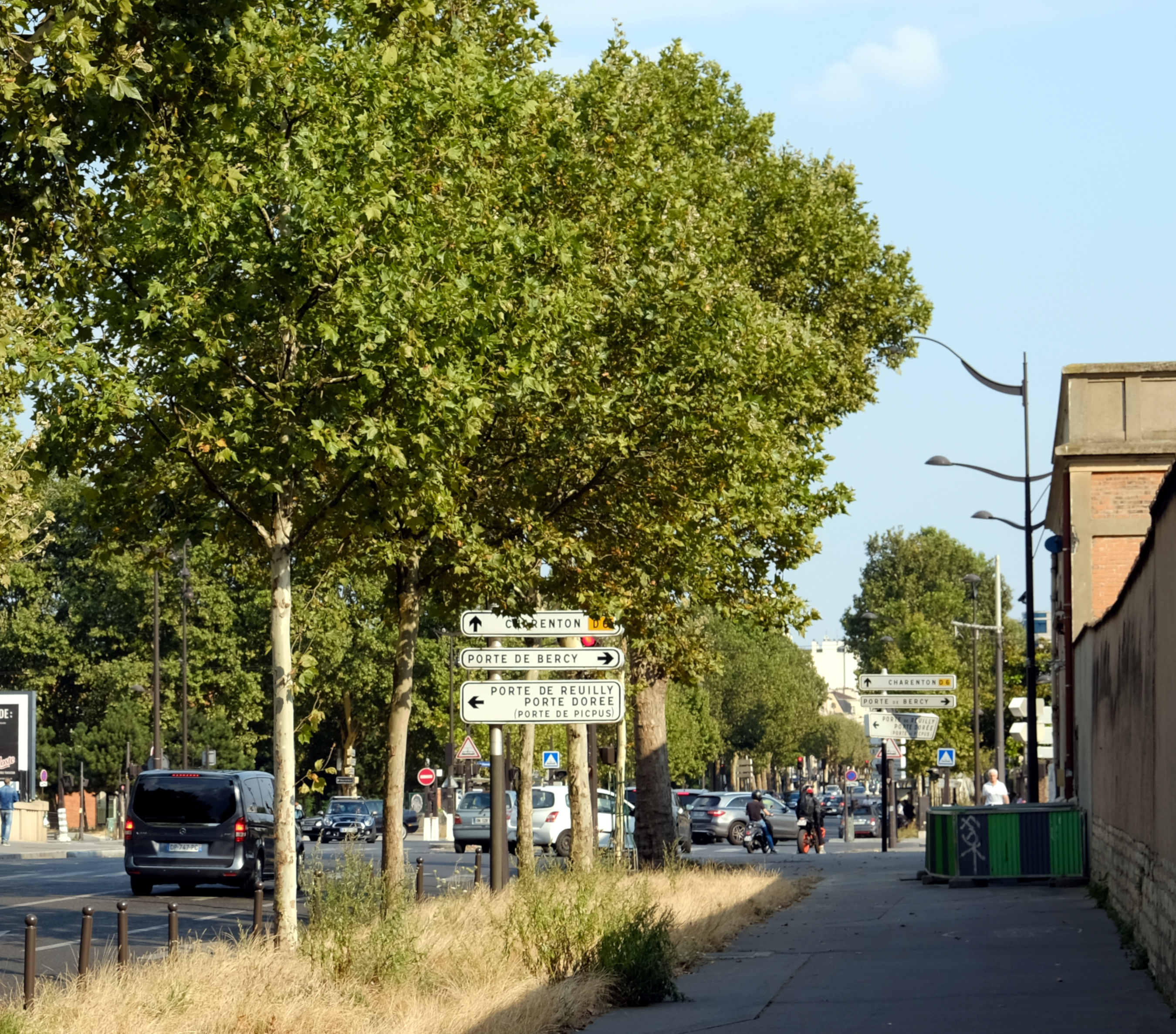
La rue de Charenton au niveau de la porte de Charenton.